# Microplastique

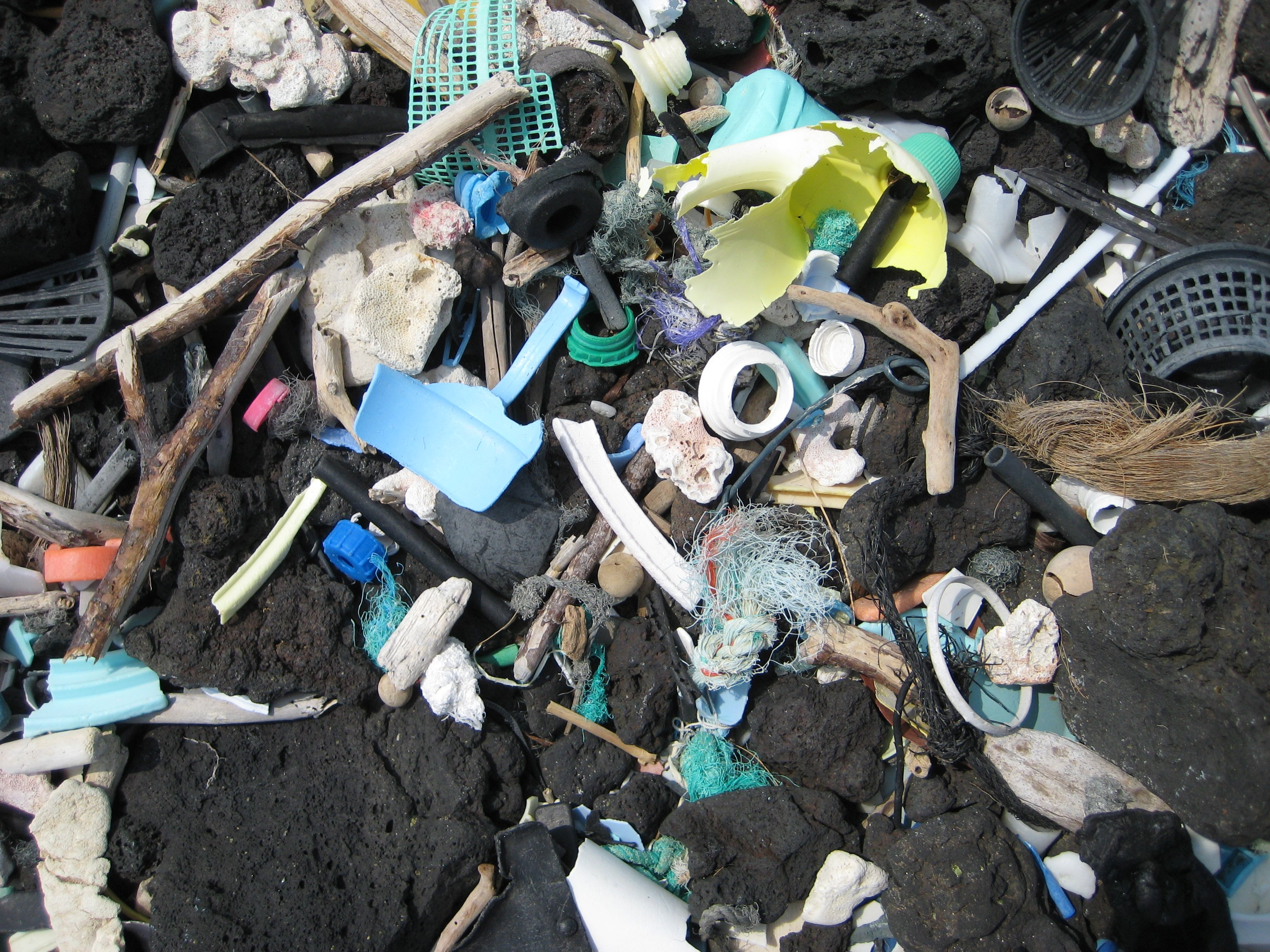
Une partie des microplastiques provient de la fragmentation des macrodéchets de plastiques. S'y ajoutent les microbilles qui ont déjà la taille du plancton et peuvent donc être ingérées par de petits animaux (crustacés, escargots aquatiques, moules, huîtres, poissons).

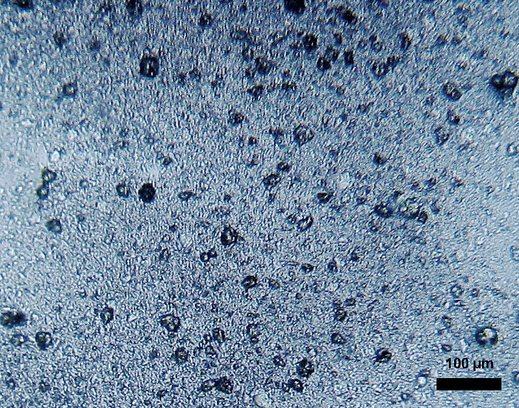
Petits morceaux de polyéthylène trouvé dans une pâte dentifrice. Des microbilles de polyéthylène ou des microplastiques sont ajoutés par leurs fabricants à certains dentifrices, respectivement comme abrasif de la plaque dentaire et exfoliant de la gencive ; et/ou comme colorant.

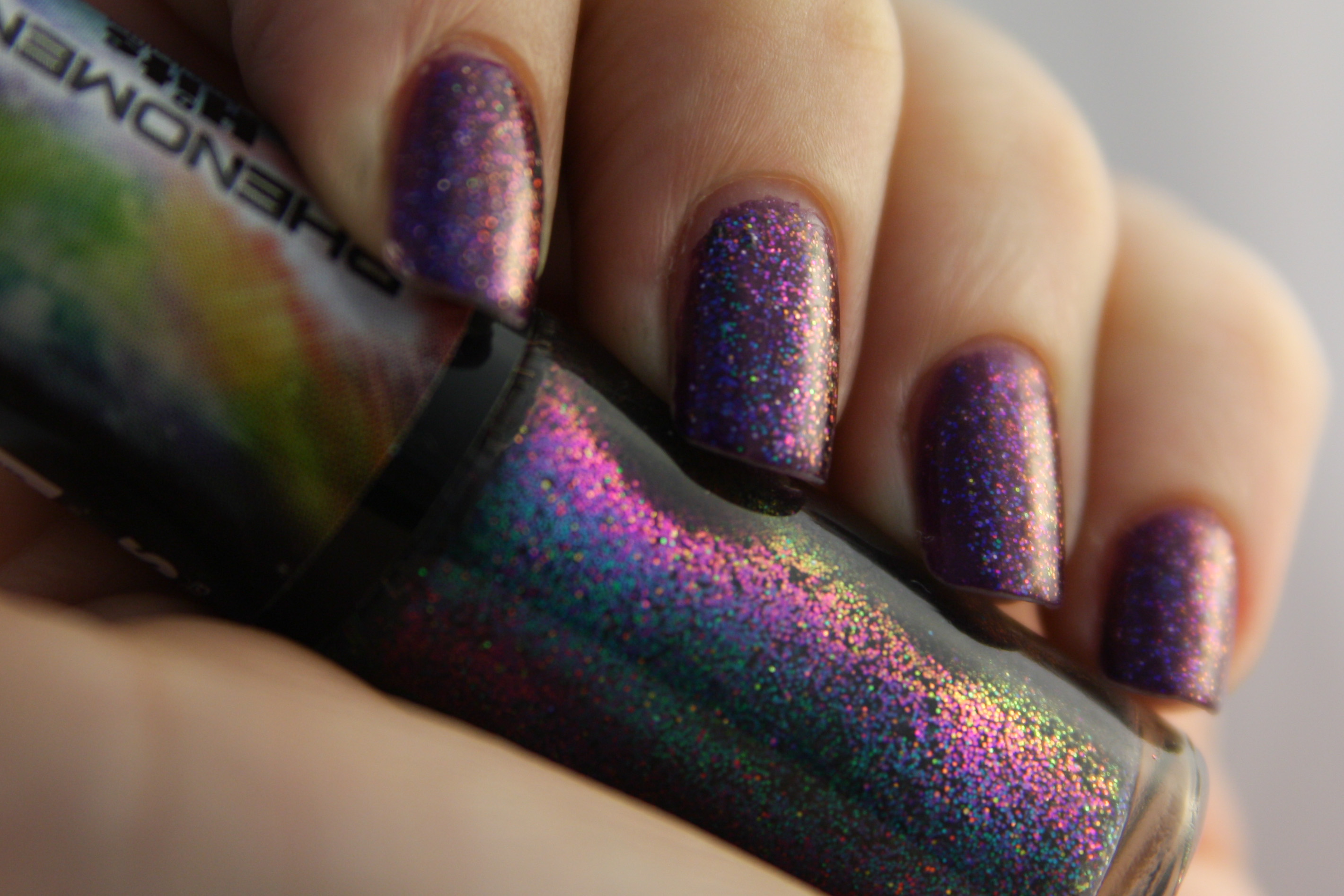
Paillettes plastiques (Glitter) colorant un vernis à ongles.

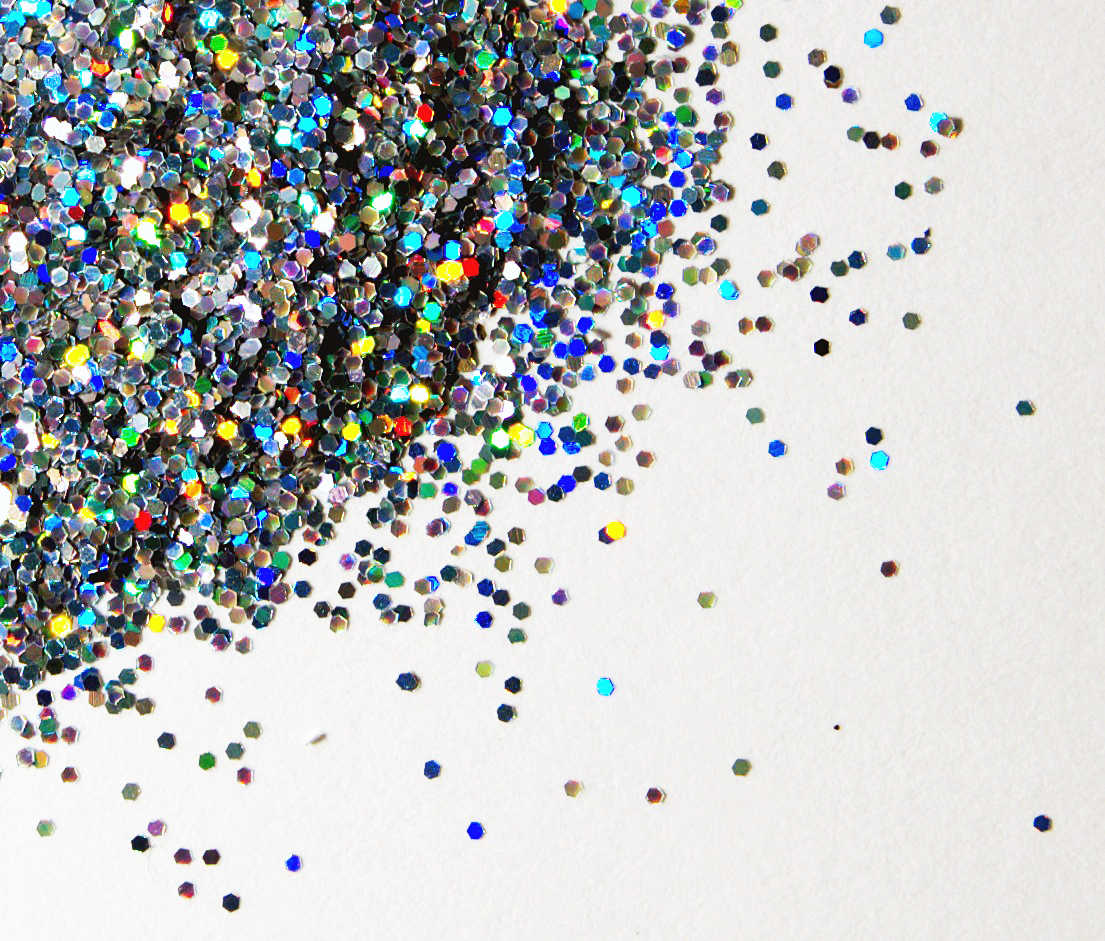
« Paillettes » de plastique coloré ou métallisées, introduites dans de nombreux objets décoratifs.

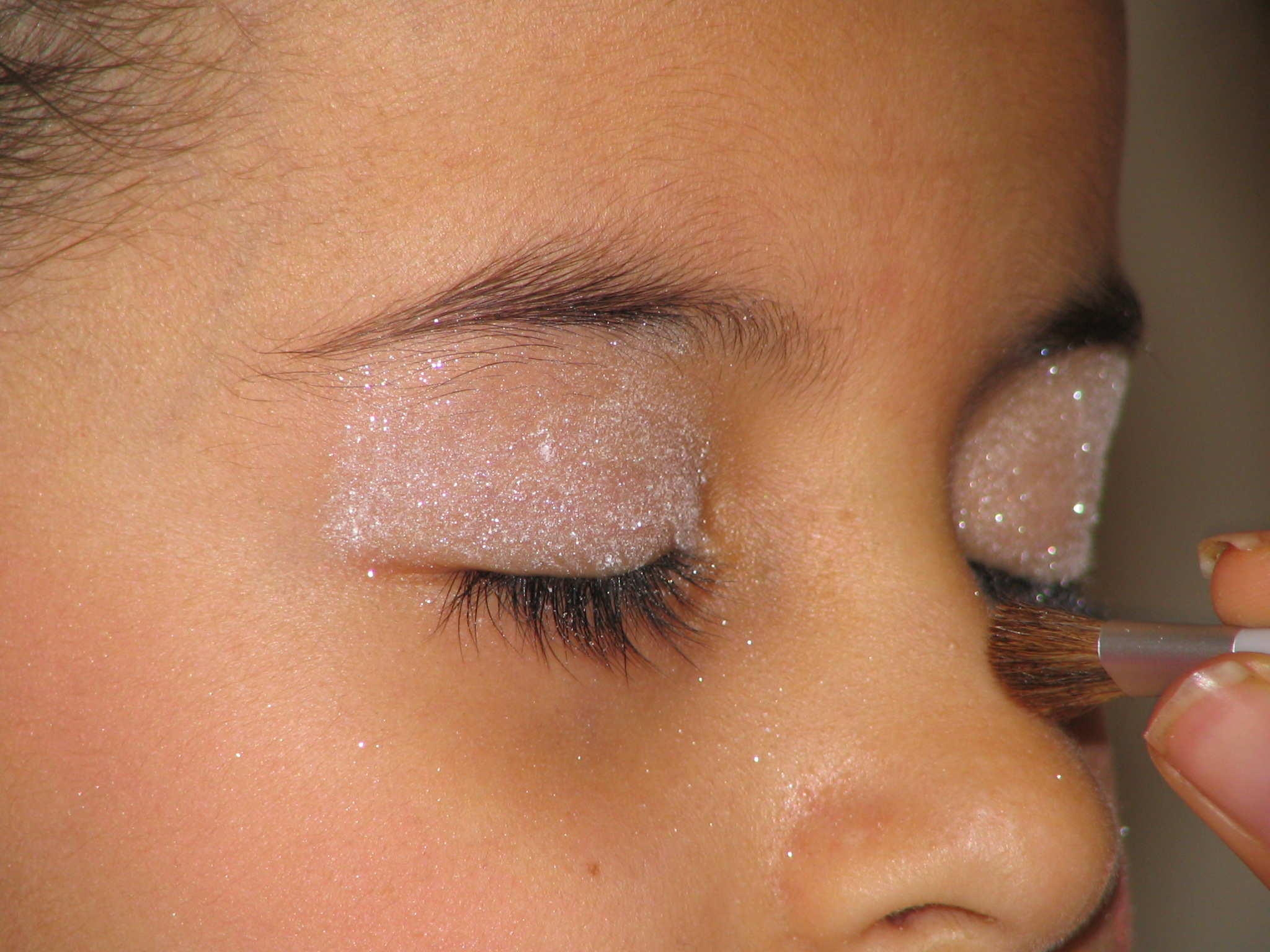
Après le lavage, ces paillettes de plastique finiront dans l'égout et probablement dans un cours d'eau ou la mer.

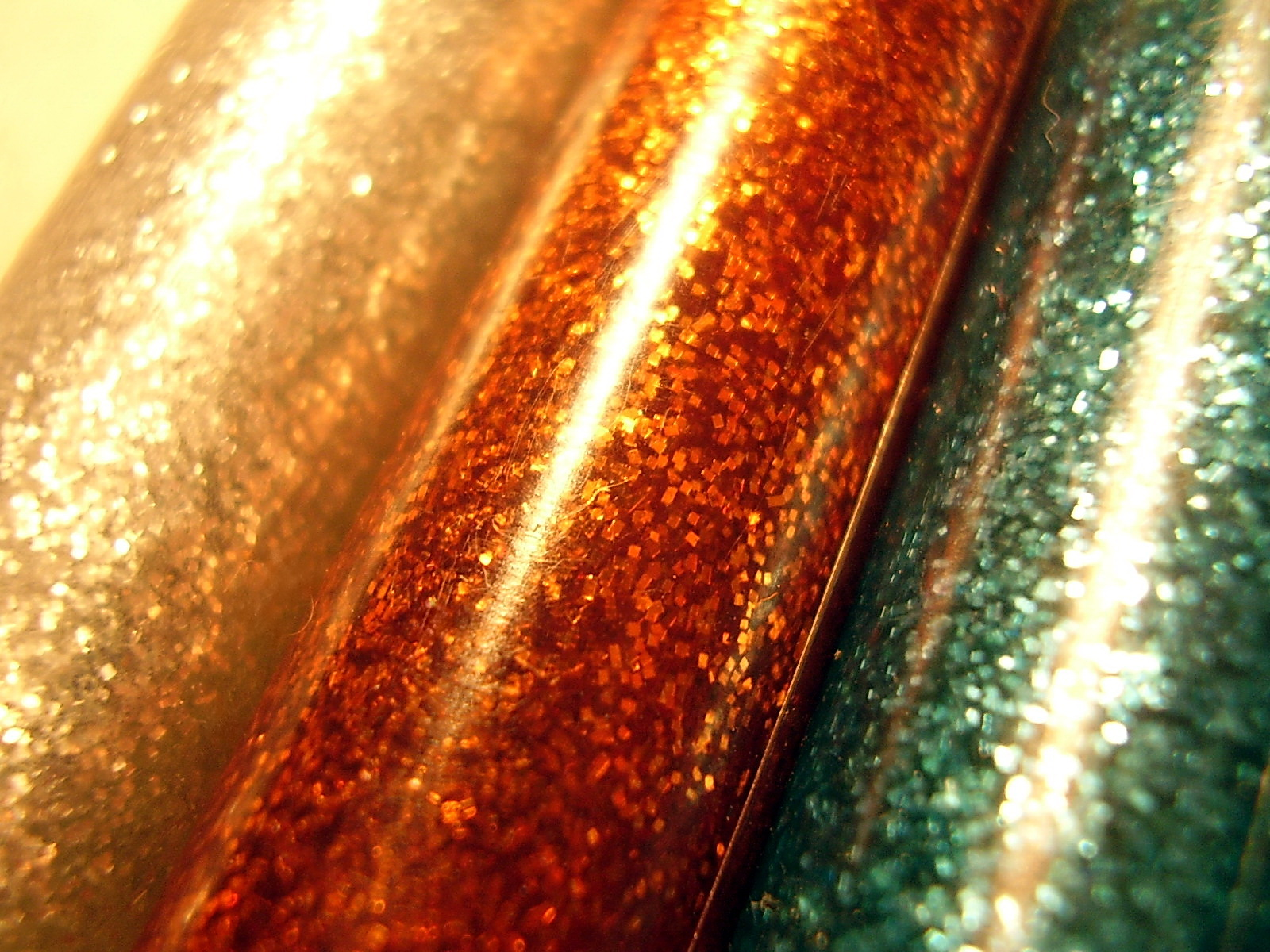
Tubes de paillettes de plastique coloré et métallisé, non biodégradable.

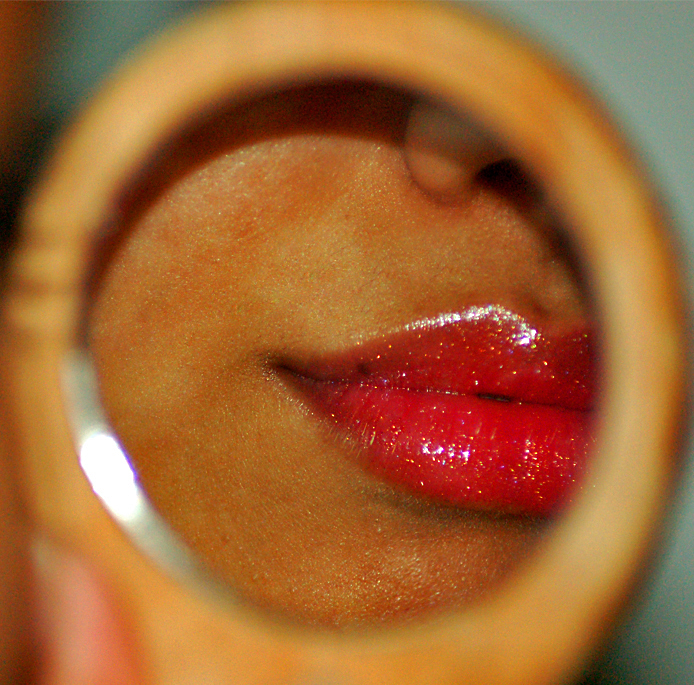
Rouge à lèvres contenant des micropaillettes métallisées et probablement des microbilles de plastique.

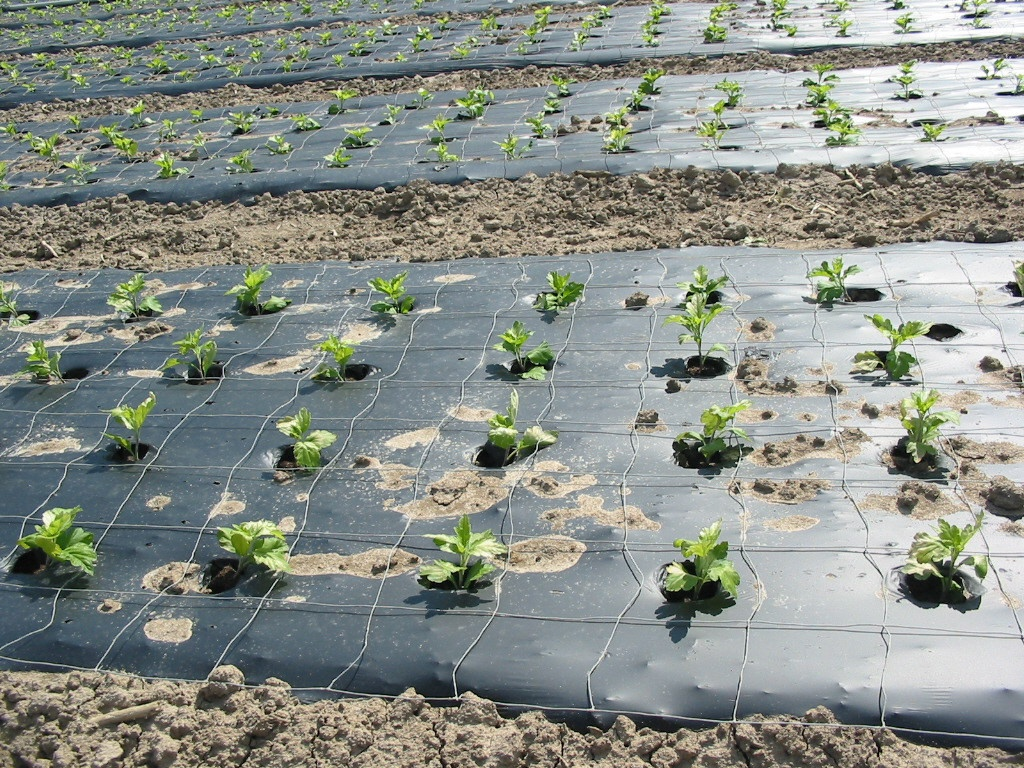
Les bâches plastiques dégradées peuvent être source de microplastiques.

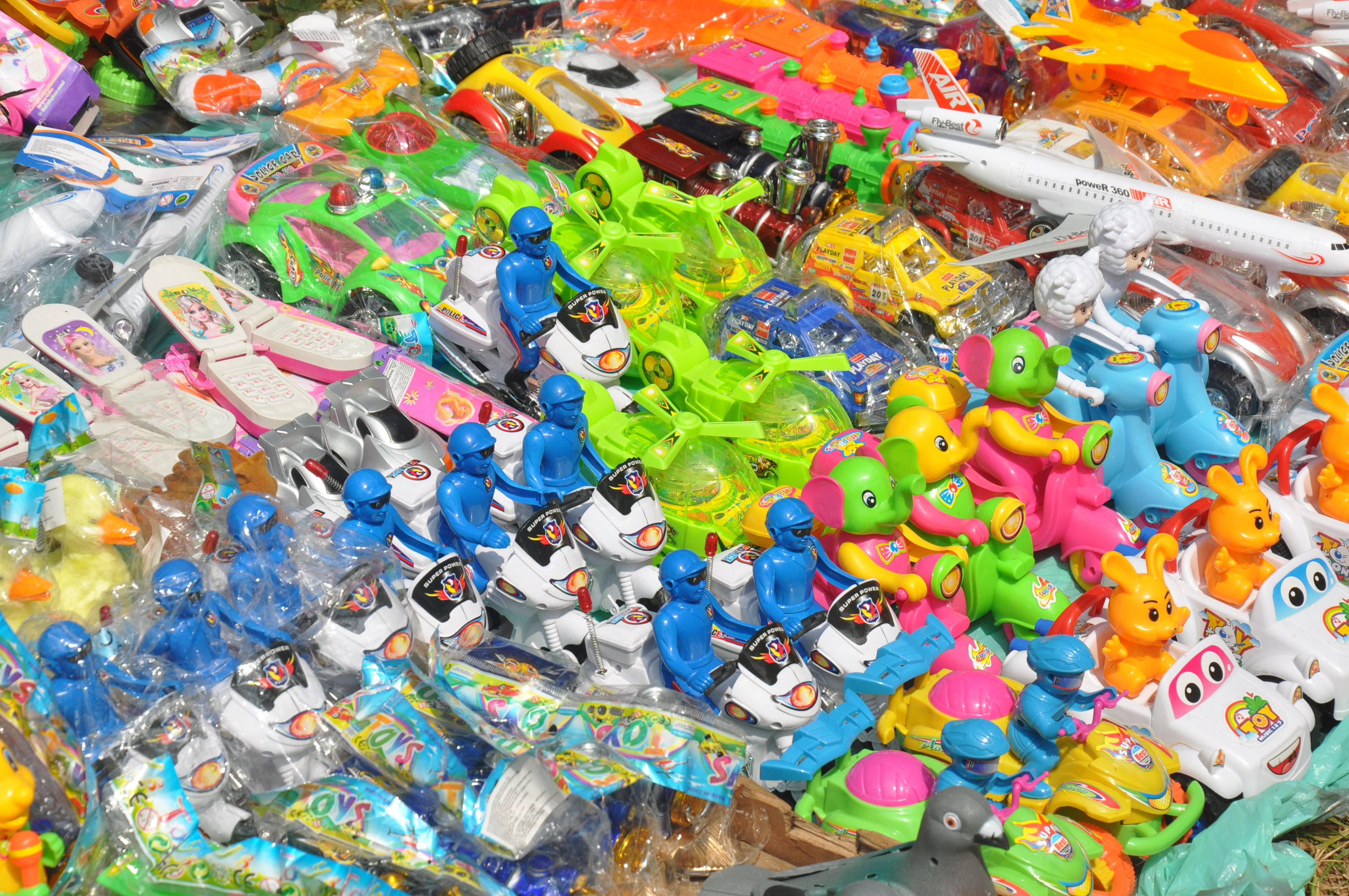
Un grand nombre de jouets en plastique (ou leur morceaux) finissent en mer, et parfois dans l'estomac d'oiseaux marins qui en meurent (albatros notamment, voir ci-dessous).

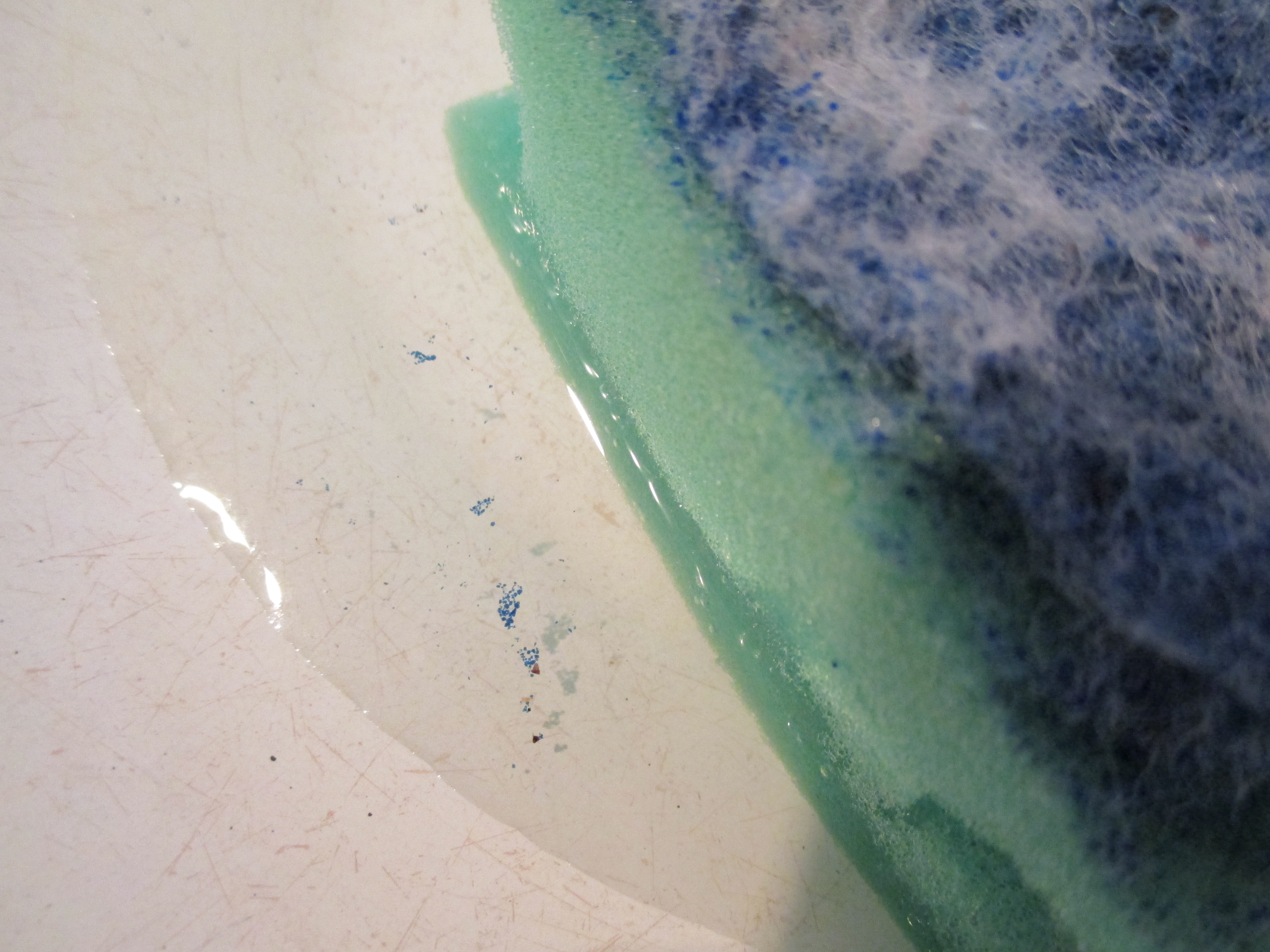
Microplastiques bleus découverts dans un saladier lors du rinçage ; provenant de la partie abrasive de l'éponge synthétique.

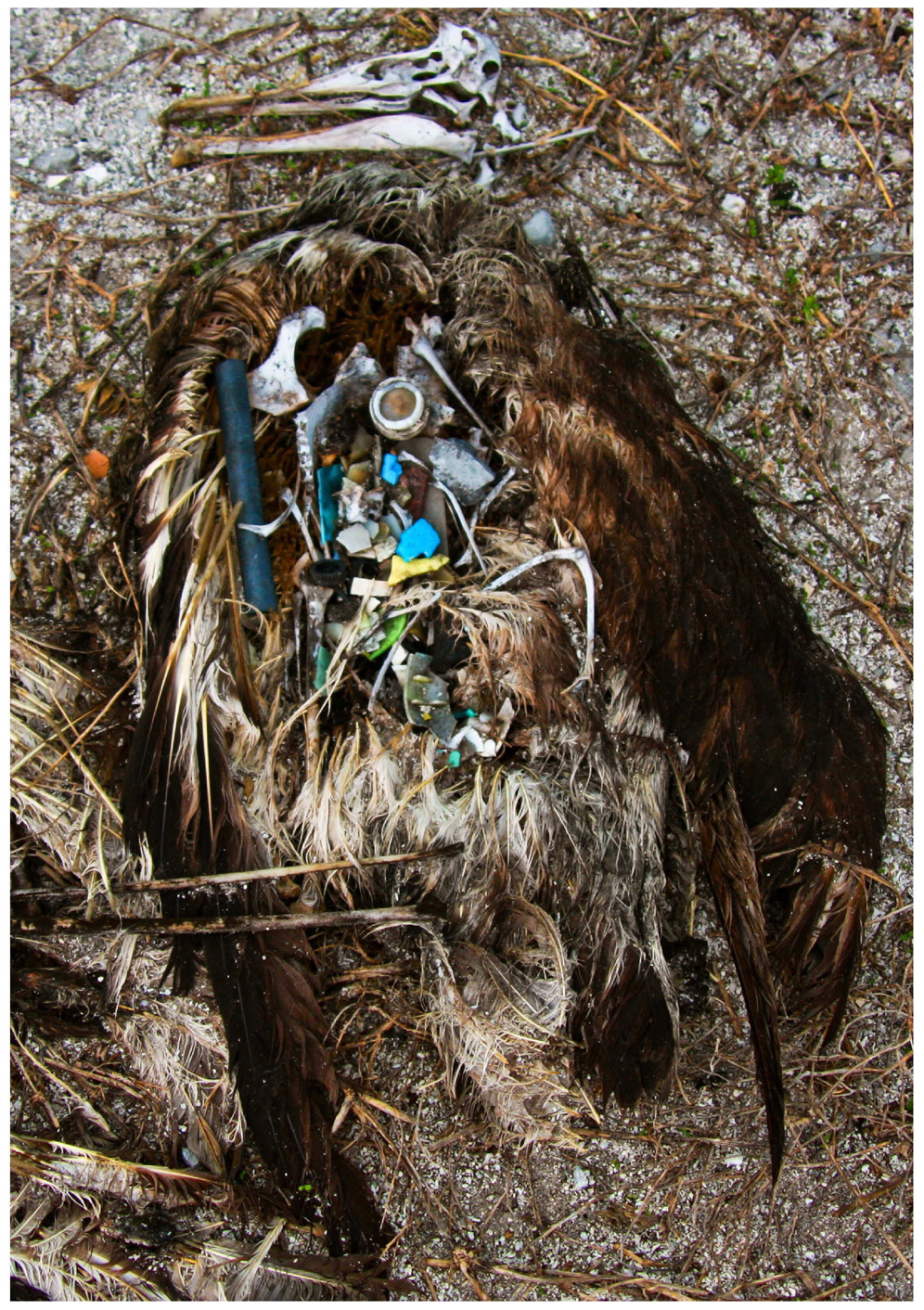
Albatros (Phoebastria immutabilis) mort de faim, l'estomac plein de plastique. En raison d'une « fausse satiété » induite par un estomac plein, l'animal cesse de se nourrir. Et les puissants sucs digestifs de son estomac ne peuvent détruire le plastique.

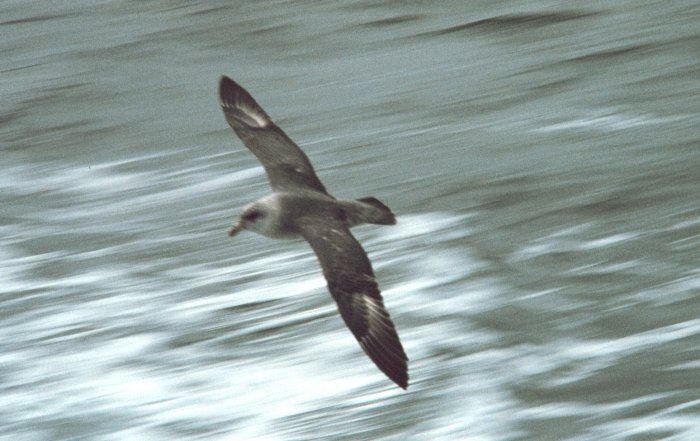
En 2012, 93 % des fulmars boréaux (oiseaux marins migrateurs de la même famille que l'albatros) échoués ou morts sur le littoral de l'Orégon, puis autopsiés, avaient les intestins remplis de plastique. L'un d'entre eux avaient 454 morceaux de plastique dans l'estomac. En 2012, 260 autres espèces marines étaient connues pour mourir de cette façon.

Les microplastiques sont les petites particules (< 5 mm) de matière plastique dispersées dans l'environnement. Ce sont des fragments d'objets en plastique ou de microbilles de plastique (de plus en plus utilisées par l'industrie et dans les cosmétiques depuis quelques années), ou des fibres synthétiques (abondamment retrouvées dans les boues d'épuration qui sont épandues sur les sols) microscopique ou nanométrique, notamment issus de la dégradation de macroplastiques par photooxydation, action mécanique ou biodégradation.
Ils s'accumulent de manière préoccupante dans les sols, les cours d'eau, les lacs et l'environnement marin et sont retrouvés dans les boissons en bouteille plastique et dans divers aliments (bivalves filtreurs et produits de la pêche notamment) ; ils ont en quelques décennies contaminé tous les océans et les espèces marines à tous les échelons de la chaîne alimentaire, d'un pôle à l'autre, jusque dans les grands fonds et la production de plastique continue à augmenter, ils ont doublé depuis 2000 et devraient doubler à nouveau avant 2050. En 2018, ils sont retrouvés (associés à des produits chimiques persistants) dans presque tous les échantillons de neige et d'eau collectés par Greenpeace en Antarctique, même dans les zones les plus reculées. En 2019, dans une zone isolée et protégée des Pyrénées françaises (Natura 2000) à 1 400 mètres d'altitude, étaient trouvés en moyenne 365 minuscules morceaux de plastique par mètre carré.
La plupart des microplastiques contenus dans l'eau potable (en bouteilles ou du réseau) sont inférieurs à 20 µm et échappent ainsi aux procédures de détection définies par la directive européenne 2020/2184,.
Leurs impacts (locaux et globaux, immédiats et/ou différés) ne sont étudiés que depuis le début des années 2000 et sont encore mal cernés, pour la santé humaine et environnementale. Micro- et nanoplastiques ont des effets indirects complexes (en se dégradant, et notamment via la contamination des océans), et des effets directs (ex. : on en trouve dans tous les organes humains vitaux, par exemple dans les plaques d'athéromes chez plus de la moitié des patients qui en ont, et ces derniers risquent plus que ceux qui n'en ont pas de faire un AVC ou un infarctus ; et jusque dans le cerveau humain). Un rapport (2017) de l'UICN juge urgent de gérer et réduire les macrodéchets plastiques, même si une gestion totalement efficace ne réglerait que la partie émergée du problème. Les appels à interdire les microbilles dans les cosmétiques sont bienvenus, note l'UICN, mais celles-ci ne sont que 2 % de la source des microplastiques primaires visibles. L'UICN, et en France l'IGEDD appellent urgemment la R&D des entreprises, l'écoconception et la législation à évoluer pour prendre en compte la production primaire de microplastiques et ceux, secondairement, issus du lavage des textiles synthétiques multipliés par la fast fashion, l'usure des pneus et des peintures routières, invitant les consommateurs à agir en choisissant des produits naturels plutôt que synthétiques.
Ils se dégradent en nanoplastiques, invisibles et méconnus, mais une étude a déjà en 2014 montré qu'ils inhibent la croissance d'une espèce d'algue verte, Tetradesmus obliquus (en), ainsi que la reproduction d'un petit crustacé, le Daphnia magna.
Avant le quatrième sommet mondial des océans (Bali, 23 février 2017), une campagne mondiale (CleanSeas) a invité les gouvernements et les entreprises à interdire les microplastiques dans les produits cosmétiques, à taxer les sacs en plastique et à limiter l'utilisation d'autres articles jetables. Seuls dix pays se sont alors engagés à agir. Cinq ans plus tard, les accords issus de One Ocean Summit (février 2022) redemandent de limiter la pollution des océans par le plastique et un traité international de l'ONU sur la pollution plastique se négocie à Genève du 5 au 14 août 2025), après des discussions freinées par des pays producteurs de pétrole et de plastique (Arabie saoudite, Iran, Russie et Chine, qui veulent limiter le traité au recyclage et à la consommation, en s'opposant aux restrictions sur la production et certains produits chimiques).

## Définitions
Le terme « microplastique » apparaît en 2004 pour décrire les petites particules de plastiques. Il désigne habituellement les particules de plastique dont la taille est inférieure à 5 mm,,. Plus précisément, il peut désigner les « particules solides synthétiques ou matrices polymères, de forme régulière ou irrégulière et de taille comprise entre 1 µm et 5 mm, d'origine primaire ou secondaire, qui sont insolubles dans l'eau ».
Concernant la taille, la limite supérieur de 5 mm est effectivement la plus répandue,, bien que la limite de 1 mm ait parfois été utilisée . La limite inférieure de 1 µm tend à s'imposer avec le développement des techniques permettant l'identification de particules de cette taille,,.
Les « nanoplastiques » désignent des particules de plus petite taille que les microplastiques. Ceux-ci pourraient poser des problèmes sanitaires et environnementaux différents, en raison des propriétés particulières des nanoparticules.
On distingue les microplastiques primaires et secondaires. Ces derniers sont issus de la dégradation de plus grands morceaux de plastiques sous l'effet conjugué de l'oxygène, des UV, de la chaleur, d'actions mécaniques ou de l'activité biologique.

## Microplastiques primaires
Le lavage des vêtements et tissus synthétiques, et la conduite sur route, sont deux sources de pollution de l'océan mondial qui avaient été sous-estimées. Les textiles synthétiques sont la principale source primaire de microplastique en Asie, alors qu'il s'agit de la pollution routière par les pneus en Amériques, Europe et Asie centrale.
Le trafic routier (cf. usure des pneumatiques, des freins et des peintures routières, par des véhicules de plus en plus lourds), crée des micro- et nanoplastiques dispersés par l'air et le ruissellement.
Une partie importante des fibres synthétiques de moins de 1 mm en suspension dans l'eau et trouvées dans l'estomac de nombreux animaux provient de l'usure ou de la fragmentation des fils synthétiques, de textiles synthétiques et aussi de la dégradation de textiles non tissés. Ils sont notamment introduits dans l'eau via les lessives domestiques ou industrielles.
Ces particules invisibles à l'œil nu constituent en 2017 jusqu'à un tiers (15 à 31 %) des 9,5 millions de tonnes déchets marins en plastique et autres polymères rejetées par an, selon un rapport ayant porté sur sept régions géographiques marines (publié le 22 février 2017 par l'UICN). Ils sont devenus la première source de microplastiques dans les régions du monde développé bénéficiant d'une gestion efficace des macrodéchets (comme en Amérique du Nord et en Europe).
Plus en amont, des produits de soins quotidiens (dentifrices, maquillages..) contiennent et libèrent aussi des microplastiques qui sont envoyés via les eaux grises vers les réseaux d'assainissement, pour en partie contaminer les eaux résiduaires et/ou les boues d'épuration, souvent épandues sur les sols agricoles.
Les microplastiques, quand ils ne résultent pas de la fragmentation de plastiques, sont nativement conçus et fabriqués pour répondre à certaines fonctions, par exemple :
- des abrasifs industriels ;
- des produits cosmétiques : exfoliants, paillettes[33] ;
- des précurseurs pour la plasturgie (pellets dits de résine ou larmes de sirène) ;
- des charges (ex. : billes de polystyrène expansé ajoutées à la terre par les horticulteurs, microbilles ajoutées à d'autres matériaux plastiques ou aux cosmétiques pour les alléger ou les texturer) ;
- des microbilles creuses isolantes, ou élastiques et amortissant les chocs, etc.

## Microplastiques secondaires

### Sources
Les pluies d'orages, les inondations et grands tsunamis dispersent de grandes quantités de plastiques en mer. Localement l'érosion d'anciens sites d'enfouissement en libère également. Les rotofils et certaines machines à nettoyer les sols urbains (balayeuses…) perdent aussi des fibres ou fragments de plastique.
Les déchets surtout retrouvés dans certains sols (débris de billes de polystyrène expansé ou de bâche de culture), cours d'eau, sédiments et en mer proviennent pour la plupart d'apport terrigènes (80 % environ des plastiques marins sont estimés apportés en mer par les fleuves ou le vent) et pour certains directement apparus dans les eaux marines à partir de la dégradation de filets, fils de pêche en nylon et autres engins de pêche, de toiles et bâches synthétiques, de pelliculages plastiques ou de morceaux d'emballages et objets divers jetés ou perdus en mer, épaves, etc.

### Processus de fragmentation
On distingue des « microplastiques primaires  » et « secondaires  ». Les matières et matériaux secondaires se forment dans l'environnement à la suite des ruptures et dégradations des premiers, notamment en mer où une dégradation photochimique activée par les UV solaires (UV-B en particulier). Le mouvement des vagues et les oxydants font que les plastiques flottants ou en suspension dans l'eau près de la surface libèrent rapidement diverses molécules organiques dans l'eau ; ceci est démontré au moins pour le polyéthylène, le polypropylène, le polystyrène et le polytéréphtalate d'éthylène qui dès après quelques jours à la lumière UV dans l'eau libèrent des molécules de bas poids moléculaire avec des groupes terminaux oxydés, supposées être des produits de scission de chaîne provenant de la dégradation des polymères de matières plastiques. En 2018, on a identifié en laboratoire 22 de ces produits de dégradation libérés par ces quatre types de plastiques ; ce sont surtout des acides dicarboxyliques. Dans le même temps, plus ou moins vite selon les contextes, ils se brisent en fragments de plus en plus petits (la cuisson des coquillages y augmente le nombre de particules de MP en les fragmentant) qu'elle peut bioaccumuler.
En 2024, une étude indique que le grand dauphin (ici étudié en Floride et en Louisiane), non seulement avale des microplastiques, mais en inhale aussi, quand il remonte à la surface pour respirer.

## Composition chimique

### Plastiques
Les microplastiques sont constitués de monomères polymérisés.
Les fragments de polyester, de polyéthylène, d'acrylique, d'élasthanne dominent,).
Les monomères : ils sont généralement dérivés du pétrole, mais peuvent aussi l'être du gaz naturel ou potentiellement du charbon (via la carbochimie),,.
Les microplastiques primaires : ils sont en 2014 abondamment présents dans de nombreux produits. Dans les produits cosmétiques, il s'agit presque toujours de polyéthylène pur, de polyisotéréphtalate d'éthylène ou de polytéréphtalate d'éthylène (autorisés par la FDA pour le contact alimentaire, et ne contenant pas de phtalates contrairement à ce que leur nom invite à penser). Plus rarement, il s'agit d'acrylonitrile ou de chlorure de vinylidène, et contenant parfois des traces de métaux lourds ou des dérivés de chlorure de vinylidène et d'acrylonitrile ou de monomères d'acrylique (ex. : acrylate de méthyle ou acrylate d'éthyle ou méthacrylate) ou de monomères de styrène (ex. : α-méthylstyrène ou styrène simple).
Les microbilles de plastique creuses, expansées ou expansives contiennent un gaz (hydrocarbure ou air en général).
Certaines (paillettes colorées, composites, ou métallisées notamment) contiennent des métaux, des métalloïdes et/ou divers additifs.
Certaines ont subi un traitement de surface (leur donnant un aspect nacré par exemple), ou contiennent des additifs techniques dans leur masse.
Les plastiques souples (et donc leurs fragments) contiennent souvent des phtalates.

### Additifs
Dans les années 2020, plus de 13 000 additifs minéraux et chimiques sont utilisés dans les plastiques sont ajoutés aux polymères lors de leurs formulations, que ces derniers soient pétro- ou biosourcés. Il s'agit d'additifs métalliques, minéraux ou issus de la chimie organique (aussi dits APOs, acronyme de « additifs plastiques organiques »). Plus de 3 000 de ces additifs sont classés toxiques et/ou écotoxiques et/ou perturbateurs endocriniens. On en trouve aussi dans des plastiques dits « aptes au contact alimentaires » (de barquettes alimentaires par exemple, où l'on trouve divers types de colorants et des plastifiants de type phtalates, adipates, ainsi que des retardateurs de flamme phosphorés, des antioxydants et des stabilisateurs UVs (benzotriazoles et benzophénones). Ils peuvent représenter une part majeure de certains plastiques ; par exemple plus de 50 % du poids de certains plastiques souples et flexibles peuvent être Thèse : des phtalates. En étant libérés dans l'environnement, par diffusion dans la matrice puis lixiviation dans le milieu, ou le plus souvent lors de la dégradation ou biodégradation des plastiques, ils participent aux dangers de la pollution plastique et peuvent poser des problèmes de santé environnementale.
Même des plastiques denses, très durs et chimiquement traités contre les UV par ajout d'additifs à base de plomb ou cadmium (jusqu'à 50 % du poids, autrefois, de certaines menuiseries PVC) ne résistent pas longtemps à l'abrasion lorsqu'ils sont roulés par les vagues dans les galets ou sur les plages de sable ou de gravier. Des travaux de recherche, s'appuyant sur des méthodes modernes d'analyses et des bases de données écotoxicologiques, visent à mieux évaluer les impacts de ces additifs, notamment sur les organismes marins puisqu'une grande partie des plastiques finissent en mer.
On a par exemple montré que les microplastiques sont une source majeure d'esters de phtalate dans les milieux aquatiques.

### Substances ajoutées non intentionnellement
Les substances ajoutées non intentionnellement (NIAS) sont des molécules introduites lors de différents processus survenant lors de la fabrication ou du vieillissement ou du recyclage du plastique. Nombre d'entre eux sont toxiques ; on parle aussi de « contaminants obligatoires ».

### Polluants organiques persistants (POP)
Plus un plastique est poreux, fendu, pelliculé ou fragmenté, plus sa surface développée grandit, et plus il peut interagir avec son environnement, et en particulier absorber ou relarguer des composants présents dans son environnement.
Les nappes d'hydrocarbures (issues de marées noires, de dégazage, ou de fuites d'installations pétrolières ou gazières offshore) sont nombreuses en mer. Les plastiques flottants peuvent ainsi adsorber des hydrocarbures et encore plus facilement adsorber d'autres polluants organiques persistants tels que les polychlorobiphényles (PCB), dioxines et composés de type DDT.
Les effets de l'ingestion chronique de microplastiques ainsi « pollués » sont encore inconnus, mais plusieurs études suggèrent qu'il existe là une porte d'entrée potentielle vers le réseau trophique. Parmi les sujets de préoccupation figurent les métaux et additifs chimiques ajoutés à certains plastiques lors de leur fabrication, dont on peut penser qu'ils seront d'autant plus facilement relargués que le plastique sera fragmenté, et en présence de sucs digestifs acides, pouvant alors avoir des effets délétères sur les organismes et éventuellement indirectement sur le réseau trophique, les réseaux écologiques et les écosystèmes, via des effets toxiques connus (pour le plomb par exemple) ou encore mal compris à de très faibles doses (perturbation endocrinienne pouvant notamment induire des changements de sexe (imposex) et/ou affecter les capacités de reproductive de nombreuses espèces, y compris humaine).
Aux niveaux actuels de concentration dans l'océan ouvert, les microplastiques semblent peu susceptibles de constituer un réservoir géochimique de POP majeur à échelle mondiale, mais leur présence augmente rapidement, et leur rôle à des échelles régionales (dans les soupes de plastique accumulées dans les grands gyres océaniques, ou en aval de zones polluées) est jugé préoccupant.
Ils peuvent notamment jouer un rôle de support mobile et de réservoir de polluants, en particulier à proximité ou en aval de certains fleuves et canaux, dans certaines lagunes et partout en aval des rejets des grandes zones industrielles et des mégapoles ou en aval de territoires agricoles utilisant beaucoup de bâches plastiques ou toiles de non tissés. De premières cartographies du risque ont été récemment publiées sur la base de modèles courantologiques mathématiques.

### Alternatives
Si la plupart des polymères à base de pétrole sont non biodégradables ou très peu biodégradables, de nombreux plastiques d'origine naturelle le sont. Certains industriels cherchent à les étudier et parfois à les copier (biomimétique) pour les intégrer dans la production de matériaux biodégradables similaires aux plastiques actuels.
Leurs propriétés, durant la phase de dégradation dans l'environnement, exigent cependant encore un examen détaillé avant le développement d'une large utilisation.

## Présence dans les écosystèmes
Dans le monde, 26 000 Mt de déchets plastiques devraient être générés de 2015 à 2050, dont au moins 45 % ne seront ni recyclés ni incinérés. Étant peu visibles, leur quantité et concentration ont été sous-estimées, « on sait à présent (2023) que la pollution en microplastiques peut être aussi volumineuse que celle des macroplastiques ».
En 2015, les pays qui rejetant le plus de microplastiques en mer, selon Jenna R. Jambeck dans la revue Nature, étaient la Chine, puis l'Indonésie, les Philippines et le Viêt Nam.
Une urgence planétaire irréversible
En 2025, on évalue à 27 millions de tonnes la pollution invisible des nanoplastiques en suspension dans les océans.

### Puits de microplastique
Les puits « environnementaux » de plastique sont principalement :
1. les sols,
2. les sédiments ;
3. les mers fermées et les lacs ;
4. les océans.

Dans tous les milieux (eau, air, sol) la distribution et l'abondance des microplastiques a augmenté rapidement, globalement et constamment depuis deux décennies (dont chez les filtreurs), corrélativement à l'augmentation de la consommation de plastique dans le monde. On ignore dans quelle mesure ces puits sont définitifs (inclusion dans les futurs substrats géologiques) et dans quelle mesure les embruns, les oiseaux marins, les poissons migrateurs et les animaux pêchés ou chassés par l'homme peuvent les réintroduire dans la chaîne alimentaire humaine, éventuellement sous forme de « nanoplastiques » d'autant plus difficiles à détecter qu'ils sont petits.
On trouve des microplastiques dans l'air des mégalopoles (Paris et Dongguan par exemple). En 2018, Rochman et Hoellein ont montré que le vent et les pluies en apporte jusqu'au cœur des parcs nationaux et des zones réputées les plus sauvages des États-Unis (plus de 1 000 tonnes par an rien que dans les zones protégées du sud et du centre-ouest des États-Unis selon une première estimation, surtout constituées de microfibres synthétiques issues des vêtements. Les centres urbains et la remise en suspension à partir des sols ou de l'eau (embruns, assèchements) sont les principales sources de plastiques déposés par voie humide. Mais les dépôts secs contiennent des plastiques de plus petite taille, avec des taux de dépôt suggérant un transport à longue distance ou mondial : 132 plastiques en moyenne se déposent par mètre carré et par jour sur les seules terres protégées de l'ouest des États-Unis.
Le sol contient des microplastiques, arrivés après dépôts aériens, jets de déchets, apports de boues d'épuration (souvent utilisées comme amendement organique et minéral en agriculture) ou d'amendements de type compost de déchets verts ou urbains. 
Selon l'AEPC, à la conférence Micro 2018 sur le devenir et l'impact des microplastiques (Lanzarote, Espagne), à terme le risque est plus élevé pour les milieux terrestres et d'eau douce, que pour les mers. Certains microplastiques ont une demi-vie de plusieurs milliers d'années. L'AEPC s'inquiète aussi des risques posés par les plastiques oxodégradables ; certaines pratiques agricoles courantes, comme l'épandage de boues d'épuration,, ou les paillis en plastique, contribuent elles-mêmes au phénomène. On manque encore de méthodes analytiques robustes pour isoler et compter les MP de petite taille dans la matrice du sol, surtout quand elle est riche en matière organiques, mais les sols agricoles et urbains sont déjà d'importants puits ou réservoirs environnementaux de micro- et nanoplastiques, « peut-être largement plus grands que le réservoir marin ». Ceci est confirmé en 2023 en France par l'Ademe, les sols y contiennent jusqu'à 4 à 23 fois plus de MC que les eaux douces ou marines. Dans 33 types de sols français étudiés avec le réseau de mesure de la qualité des sols (RMQS), pour la granulométrie [315 μm à 5 mm], on trouve vers 2020 en moyenne = 15 fragments de plastiques par kg de sols agricoles, prairiaux ou forestier. Un projet CINAPE étudie en 2023 un sol agricole amendé plus de 30 ans plus tôt avec un compost d'ordures ménagères (OM) très chargé en plastique. On y retrouve 291 MP par kg de sol dans les 5 premiers cm, et l'abondance, la biomasse et la diversité des catégories écologiques de vers de terre est moindre dans ce sol, que dans un échantillon témoin non amendé.
 En outre, « les sols présentent plusieurs voies d'exposition potentielles pour les micro(nano)plastiques pour la santé des organismes et des humains, y compris la contamination des aquifères souterrains ».

### Aliments
Selon un rapport commandé par le WWF à l'université de Newcastle (Australie), et publié en 2019, un individu moyen pourrait ingérer jusqu'à cinq grammes de plastique chaque semaine, dont 90 % dans l'eau de consommation (du robinet ou en bouteille) et 9 % dans les fruits de mer.
Le poisson et les fruits de mer constituent en moyenne 6,1 % des protéines alimentaires dans le monde en 2007 (et bien plus dans les îles et en bordure de mer). Les microplastiques ingérés par les poissons, moules crustacés sont consommés par l'homme qui est situé en fin de réseau trophique.
En 2015, une étude faite à l'université d'État de New York a échantillonné 18 espèces de poissons : toutes contenaient des microplastique dans leur appareil digestif, sous forme de fibres. Il est prouvé que des particules et fibres plastique s'associent chimiquement des métaux, métalloïdes, polychlorobiphényles et à d'autres toxiques lors de leur séjour dans les égouts, stations d'épuration, boues d'épuration, sédiments, cours d'eau, estuaires et mer. Ce complexe de micropolluants peut contaminer le poisson, et indirectement l'Homme.
Un régime alimentaire normal nous expose aux microplastiques (retrouvés dans le sel alimentaire par exemple ; des chercheurs chinois en ont trouvé dans trois types de sels vendus en supermarchés) : le sel de mer en contient le plus mais il y en avait aussi dans le sel issus de lac et même de mines de sel. De même le sel de mer et le sel gemme vendus en Espagne comme sel de table en contiennent aussi (principalement du polytéréphtalate d'éthylène (PET) dans les deux études).
La bioaccumulation tout au long de la chaîne alimentaire par les moules (organismes filtreurs) est étudiée via des échantillons représentatifs pour l'Angleterre. Conclusion : un Anglais moyen ingérerait 123 morceaux de plastique par an, rien qu'en mangeant des moules.
Un consommateur moyen mangerait ainsi 4 620 particules de plastique par an dans les pays où la consommation de mollusques et de crustacés est plus élevée. Selon cette étude, l'humain est — en moyenne — cependant bien plus exposé aux microplastiques dans la poussière domestique qui contamine nos aliments (ou que nous inhalons et ingérons) qu'en mangeant des moules.
Le régime alimentaire américain a été étudié à partir de 26 études (soit plus de 3 600 échantillons traités, pour un régime alimentaire constitué des aliments couramment consommés et à l'apport quotidien recommandé. L'étude évalue aussi le potentiel d'inhalation de microplastiques et l'influence potentielle de l'eau de boisson. Résultats : pour 15 % environ de l'apport calorique des Américains évalué, l'étude estime que 39 000 à 52 000 particules sont avalées par an par un tel Américain (selon l'âge et le sexe). L'estimation passe de 74 000 à 121 000 fragments par an si l'inhalation est aussi prise en compte. En buvant la quantité d'eau recommandée sous forme d'eau embouteillée, ce sont 90 000 microplastiques supplémentaires avalés chaque année (contre 4 000 pour ceux qui ne consomment que de l'eau du robinet). Les auteurs précisent que « ces estimations sont sujettes à de grandes variations, mais que compte tenu des limites méthodologiques et des données disponibles, ces valeurs sont probablement sous-estimées ».
On retrouve des micro/nanoplastiques dans de nombreux aliments. L'un des records semble être les infusions issues de sachets synthétiques. Ainsi le thé infusé à 95 °C dans les sachets « soyeux » synthétique « libère environ 11,6 milliards de microplastiques et 3,1 milliards de nanoplastiques dans une seule tasse de la boisson […] (nylon et téréphtalate de polyéthylène) » ; quantité qui dépasse de plusieurs ordres de grandeur celles trouvées dans d'autres aliments, eaux gazeuses, sodas et autres boissons embouteillées. Peu d'études ont porté sur les effets de ces particules sur la santé environnementale (il faut attendre 2019 pour savoir que des daphnies exposées aux microplastiques de sachets d'infusion développent un comportement anormal), et pour que des tests de toxicité aiguë démontrent des effets dose-dépendants sur des invertébrés.

### Zones polaires
Jusqu'en 2014, parce que ces zones sont quasi inhabitées et peu fréquentées, on les supposait épargnées par les microplastiques, puis peu à peu des indices et preuves sont venus montrer le contraire. À chaque fonte annuelle des glaces, une partie de ces microfibres de plastique sont libérées dans l'eau. Elles peuvent alors contaminer la chaîne alimentaire dont dépendent notamment de nombreux cétacés et autres mammifères et oiseaux marins situés en tête de la pyramide alimentaire.

#### Arctique
En 2014, Obbard et al. montrent que la glace de mer en Arctique contient déjà localement des taux de microplastiques (fibres textiles essentiellement) très supérieure à ceux précédemment mesurés dans des zones les plus contaminées de l'océan (Gyres de plastique). Or cette glace a commencé à fondre, et devrait encore fondre en libérant une grande quantité de ces fragments ; « La fragmentation et la typologie du plastique suggèrent une présence abondante de débris âgés provenant de sources lointaines ». Ceci suggère des apports aériens et/ou qu'un sixième gyre marin de plastique existerait en mer de Barents. Cette année là, l'UICN publie un rapport « Plastic debris in the ocean ». Les premières évaluations quantitatives (2015) montrent une pollution préoccupante par les microplastiques.
Début 2016, l'UICN alertait sur le fait que l'Arctique est plus pollué par les microplastiques qu'on ne le pensait, et qu'il existe des risques collatéraux pour les consommateurs car environ 40 % des pêcheries commerciales des États-Unis (en poids) viennent de l'Arctique (mer de Béring pour les États-Unis) et ce taux est monté à 50 % pour le poisson consommé dans l'Union européenne (Weildemann, 2014). Un projet de recherche a été lancé pour évaluer l'étendue et la gravité du problème et rechercher des solutions. L'étude a été approuvée par le GESAMP (Groupe mixte d'experts des Nations unies sur les aspects scientifiques de la protection de l'environnement marin), et l'Institut coréen de recherche polaire (KOPRI) a proposé l'aide d'experts techniques et l'accès à son navire de recherche, Araon, le plus grand brise-glace de recherche au monde.
En 2017, les chercheurs d'un observatoire des grands fonds de l'Arctique (Hausgarten Arctic deep-sea observatory) montrent que les sédiments marins de l'Arctique sont également touchés. Une autre équipe confirme qu'une partie au moins de ce plastique est apporté par la circulation thermohaline.
En 2018, Peeken et ses collègues confirment que l'océan arctique se comporte comme un « puits » de microdéchets de plastiques et au même moment une autre étude sur leur quntité, distribution et composition montre que les eaux de sub-surface (0,7 particule par m3 d'eau à −8,5 m) de la zone centrale de l'Arctique ne sont pas épargnées, de même que la colonne d'eau jusqu'à une profondeur de 4 369 m, avec une répartition variant selon le type de masse d'eau observée (couche mixte polaire (0–375 morceaux par m3 d'eau) > eaux profondes (0–104) > eaux de l'Atlantique (0–95) > halocline i.e. Atlantique ou Pacifique (0–83)).
À partir de l'analyse de 413 organismes benthiques dominants (trouvés sur les fonds des mers de Béring et de Tchoukotka), Fang et al. (2018) montrent que divers organismes vivant dans les écosystèmes benthiques (fond) commencent aussi à y être contaminés, mais moins que dans d'autres régions du monde (les prédateurs comme Asterias rubens (record de contamination pour l'Arctique) sont cependant plus touchés, de même que les espèces vivant le plus au nord (ce qui confirme respectivement une bioconcentration dans le réseau trophique, et un transport par les courants)). Abondance moyenne variant de 0,02 à 0,46 fragment de plastique par gramme de poids humide, ou de 0,04 à 1,67 fragment par individu. Les plastiques étaient surtout des fibres (87 % des cas), puis du film (13 %). Les couleurs des fibres étaient surtout rouge (46 %) et transparent (41 %), et le film était généralement gris et surtout constitué de polyamide (PA) (46 %), devant le polyéthylène (PE) (23 %), le polyester (PET) (18 %) et la cellophane (CP) (13 %). Taille des microplastiques : de 0,10 à 1,50 mm la plupart du temps ; taille moyenne 1,45 ± 0,13 mm.
En aout 2019, une équipe allemande confirme le diagnostic dans le journal Science Advances. Ils montrent que les courants marins ne sont pas l'unique vecteur : maintenant qu'on les cherche, on trouve aussi des microplastique dans l'air, et « en forte concentration dans des échantillons de neige provenant des Alpes suisses, de certaines régions d'Allemagne et de l'Arctique, même dans des endroits aussi reculés que l'archipel de Svalbard, et dans la neige sur des glaces flottantes ». L'étude montre aussi qu'alors que dans les eaux arctiques, les fibres de plastique dominent ; dans la neige, les principales sources semblent être en zone continentale la pollution routière (usure des pneus). Dans la neige qui tombe en Arctique, on retrouve du caoutchouc nitrile, des acrylates et de la peinture qui peuvent venir de loin (ces microplastiques ont souvent une taille proche de celle du pollen, ils peuvent donc circuler sur des milliers de km,).
En 2023, des expériences conduites par l'Ifremer montrent que les apports de microplastiques dans le sédiment (et les sols) en modifie les propriétés de compressibilité, résistance, rigidité, conductivité (thermique et hydraulique) dès la teneur 1 % en volume, avec selon les auteurs des « conséquences irréversibles sur le comportement des sédiments : les particules grossières sont plus sensibles en présentant un seuil de teneur en plastique plus bas que les fines pures. Alors que la teneur en plastique des sédiments augmente d'année en année, nous prévoyons des conséquences primordiales sur la vie marine, les futurs paysages des fonds marins et les phénomènes souterrains ».

#### Antarctique
Deux études récentes (2017) ont montré que près du pôle sud, bien que dans des eaux encore plus éloignées des zones habitées et des lignes de transport maritime, les eaux de l'Antarctique sont aussi concernées,.
En 2022 une étude a confirmé que les microplastiques trouvés (29 particules/L, du polyéthylène téréphtalate (PET)le plus souvent) dans tous les échantillons de neige fraîche de 19 sites échantillonnés dans la région de l'île de Ross sont similaires à ceux rejetés par les vêtements synthétiques, et pourraient même en partie provenir des vêtements et d'autres équipements utilisés dans les stations de recherche antarctiques. C'est ce que laisse penser une étude des trajectoires de masse d'air vers les lieux de prélèvements, qui aussi « indique un transport potentiel à longue distance allant jusqu'à 6 000 km, en supposant un temps de séjour de 6,5 j ».

## Enjeux sanitaires

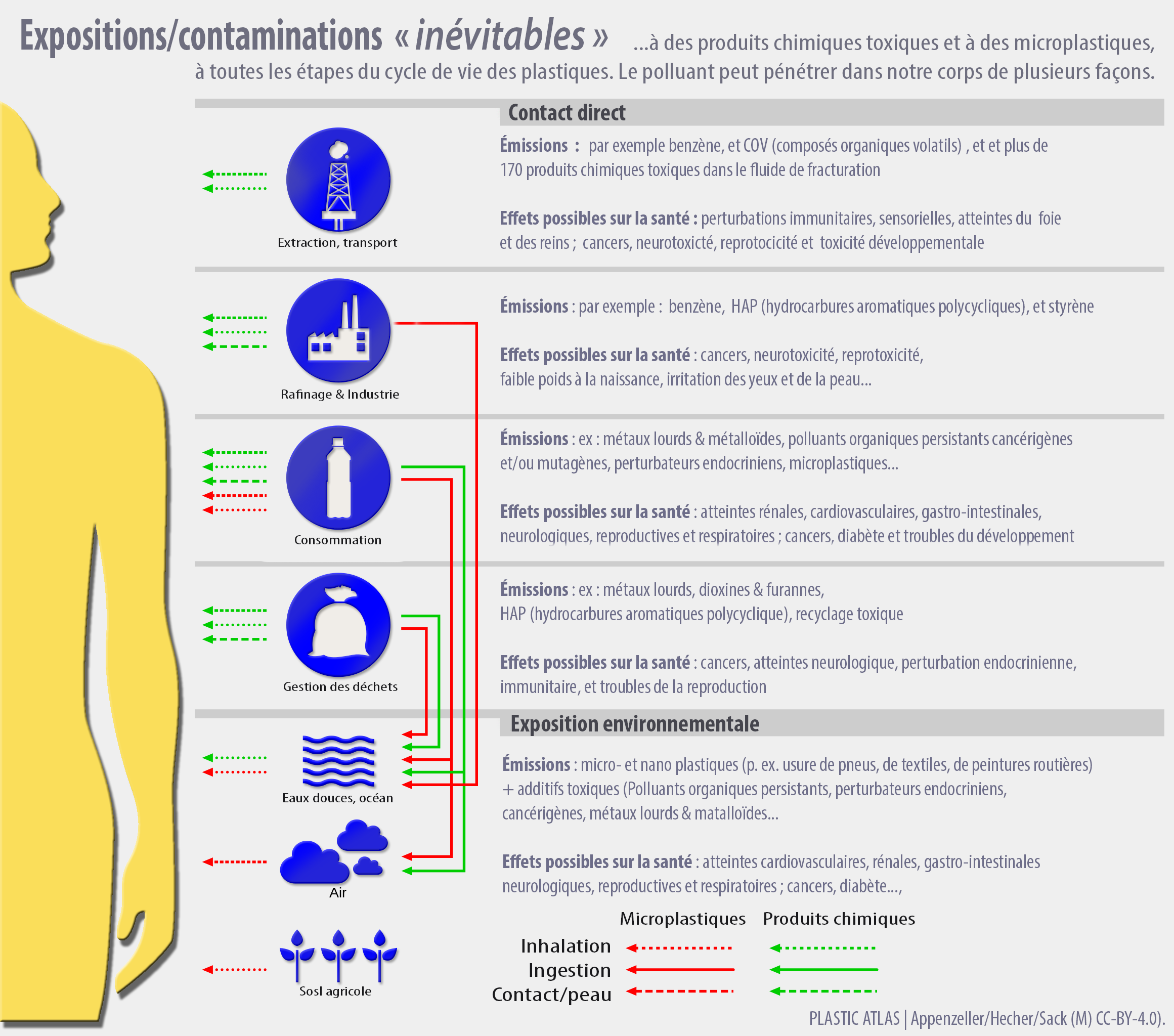
Voies de contamination du corps humain par les polluants issus du cycle de vie du plastique. Sources de contaminations inévitables par les nano- et microplastiques selon PLASTIC ATLAS ; le corps n'a pas de moyens de se protéger et ces particules s'accumulent avec l'âge dans divers organes.

Les effets directs et indirects de l'ingestion de ces microplastiques sur la santé sont encore mal compris, d'autant que la contamination interne du corps humain est récente (et en aggravation régulière). Mais par exemple, la libération de bisphénol A (perturbateur endocrinien) par certains plastiques suggère une part de responsabilité dans l'infertilité et dans les troubles du développement de plus en plus fréquents. Les microplastiques de polyéthylène modifient le microbiote intestinal in vitro.
« Des études récentes ont montré que les MP, dont le type prédominant est souvent le polystyrène (PS, source d'apoptose cellulaire démontrée chez le poisson zèbre), et — sous forme nanoparticulaire — de malformation de l'embryon chez la souris exposée in utero), peuvent s'étendre à des zones géographiquement éloignées », non industrialisées et peu habitées et les affecter ; via un transport atmosphérique) ; leur taille les rend aussi très biodisponibles, par exemple assimilables par des plantes (chez qui ils induisent un stress oxydant et une baisse de la photosynthèse ) ou ingérables par de petits détrivores, par le plancton et des planctophages qui peuvent les reconcentrer et les transporter sur de grandes distances, via les réseaux trophiques dans laquelle des phénomènes de toxicité sont signalés par Shahida Anusha Siddiqui et ses collaborateurs en 2023.
Les préoccupations sanitaires ont d'abord porté sur les colorants et les additifs chimiques souvent toxiques, cancérigènes et/ou mutagènes utilisés pour fabriquer ou colorer les plastiques. On a ensuite aussi pensé puis démontré que les organismes vivants (dont le corps humain) pouvaient en absorber et en stocker des quantités significatives. Les microplastiques se retrouvent ainsi dans la plupart des organes humains essentiels (cerveau, foie, reins, testicules et placenta compris).
Les études récentes ont en effet montré que :
- la barrière pulmonaire physique est double : 1) Les cils et le mucus pulmonaire interceptent la plupart des particules et les font remonter vers le nez et la gorge, mais là, le mucus expectoré est essentiellement et inconsciemment dégluti et ingéré (les microplastiques passent alors dans le système digestif). 2) La seconde barrière est celle des cellules épithéliales pulmonaires. En 2021, la preuve de présence de microplastiques en suspension dans l’air et dans les tissus pulmonaires est apportée[106]. Une étude taïwanaise (2020) a montré (ou confirmé) — sur des cultures de cellules pulmonaires humaines normales — que les micro- et nanoplastiques ont des effets inflammatoires et cytotoxiques, via la création d'espèces réactives de l'oxygène[102]. Ces plastiques augmentent aussi la perméabilité électrique transépithéliale (en appauvrissant les protéines de la zone occludienne)[102]. En effet, la diminution des niveaux d'α1-antitrypsine dans les cellules suggère que l'exposition aux MP augmente le risque de bronchopneumopathie chronique obstructive, et que des concentrations élevées de PS-MP peuvent induire ces réponses indésirables[102]. Les auteurs notent que « les microparticules de polystyrène induisent la mort cellulaire autophagique dans les cellules épithéliales bronchiques humaines BEAS-2B »[107] et concluent « que l'inhalation de PS-MP peut influencer la santé respiratoire humaine »[102]. Les microplastiques de polystyrène induisent une fibrose pulmonaire (en favorisant la ferroptose des cellules épithéliales alvéolaires)[108]. En 2024, une étude montre que les microparticules de PET de bouteilles d’eau jetables active des voies de signalisation de l’interféron dans les cellules épithéliales pulmonaires de souris[109]. E. El Hayek en 2023 a montré que la surface de microsphère de polystyrène dégradé par photovieillissement présentent des altérations physicochimiques, oxydatives notamment et se montre plus toxique pour la muqueuse (barrière épithéliale) des voies respiratoires[110] ;
- après avoir pénétré la cavité buccale (certains dentifrices en contiennent une grande quantité) ou les poumons, les microplastiques, lipophiles, s'enveloppent de ce que Cheng-Di Dongn et son équipe (2019) dénomment une « couronne biomoléculaire »[102] (l'ensemble des protéines, lipides et acides nucléiques qui se sont adsorbés à leur surface dans le sang ou des fluides corporels tels que la salive, le mucus pulmonaire ou les sucs digestifs). Cette « couronne », en plus d'un éventuel biofilm microbien, influence la manière dont les microplastiques interagissent avec les cellules et les tissus, et les aiderait à pénétrer le foie ou les reins, et surtout à franchir des barrières biologiques normalement impénétrables pour les particules provenant de l'extérieur (barrière hémato-encéphalique, pulmonaire, intestinale, placentaire)[102] ;
- les microplastiques sont aussi des « chevaux de Troie ». Ils sont support et vecteur de nombreux toxiques (hydrocarbures, métaux lourds et métalloïdes, et même pesticides[111] et radionucléides[112] ; au moins deux études récentes[113] ont expérimentalement montré que l'adsorption de radionucléides sur des microplastiques issus de « plastiques commerciaux » courants). Les biofilms qui recouvrent les microplastiques incluent potentiellement aussi des agents pathogènes[114] ; en 2023, on montre qu'après une exposition gastro-intestinale expérimentale, ces déchets plastiques se montrent aussi source d'altérations métabolomiques systémiques (2023)[115] ;
- les barrières intestinales et pulmonaires ne protègent pas (ou mal) le système circulatoire. En effet — au moins dans les pays développés — il se montre, systématiquement, pollué par les micro- et nanoplastiques. Sheng Liu et ses collaborateurs, en 2024, confirment la présence de microplastiques dans les trois types d'artères humaines, qui irriguent l'ensemble des organes du corps[116]. Une étude italienne (2019-2020) publiée en 2024 dans The New England Journal of Medicine, confirme, elle, la présence de microplastiques dans plus de 50 % des plaques d'athérome de l'artère carotide prélevées chez 257 adultes opérés pour athérosclérose (dépôts de cholestérol et autres substances finissant par obstruer des vaisseaux sanguins, cause d'AVC et d'infarctus)[117]. Les analyses faites par « pyrolyse, chromatographie en phase gazeuse, spectrométrie de masse, analyse des isotopes stables et microscopie électronique » ont montré qu'il s'agit bien de microplastiques (polyéthylène ou PE, surtout et/ou polychlorure de vinyle)[118] (qui sont lipophiles)[119].
Les personnes concernées auraient « un risque (4 fois) plus élevé d'infarctus du myocarde, d'accident vasculaire cérébral ou de décès de toute cause à 34 mois de suivi » (par rapport à ceux chez qui les MNP n'ont pas été détectés)[117].
La seule présence de plastique ne prouve pas que les microplastiques sont la cause ou la seule cause de ces maladies, mais des niveaux élevés de molécules inflammatoires ont aussi été trouvés dans les plaques en contenant, suggérant un risque accru d'infarctus et d'accident vasculaire cérébral[120]. D'autres études sont nécessaires pour mieux évaluer un éventuel degré de cause à effet[117] ;
- dans le foie, outre des plastiques courants de type polystyrène (PS), PVC et PET, on retrouve aussi « du PMMA, du POM et du PP. Étonnamment, certaines particules de MP identifiées présentent des surfaces altérées (…) suggérant que les particules sont restées déposées dans l'organe pendant une longue période, et ont été exposées à d'éventuels processus biochimiques. Cependant, cette observation nécessite des recherches plus approfondies. »[119]. La nature lipophile des microplastiques apportés par le sang explique qu'ils puissent être manipulés par cet organe, qui par ailleurs joue un rôle majeur en absorbant et reconditionnant les triglycérides alimentaires et le cholestérol[119]. On a montré en 2022 que le foie humain cirrhotique accumule proportionnellement plus de microplastiques qu'un foie sain (mais on ignore encore si ceci est dû à la maladie ou simplement aux graisses intracellulaires)[119] ;
- le cerveau humain n'est pas épargné ; en 2023, Kopatz et ses collaborateurs confirment que les microplastiques et les nanoplastiques franchissent aisément la barrière hémato-encéphalique (BHE)[121], puis, en 2024, le Pr. Matthew Campen (Université du Nouveau-Mexique) montre que le cerveau est même l'un des organes humains les plus contaminés : chacun des 91 échantillons de cerveaux humains examinés post-mortem avaient bioaccumulé de 10 à 20 fois plus de microplastiques que le foie ou les reins des mêmes personnes (Les cerveaux étudiés contenaient de 7 à 30 fois les concentrations observées dans le foie ou les reins, deux organes pourtant réputés détoxiquer l'organisme). Dans 24 des échantillons, le plastique constituait en moyenne 0,5 % du poids total du tissu cérébral, ce qui fait du cerveau « l'un des tissus les plus pollués par le plastique jamais échantillonnés » ; de plus, le cerveau des personnes mortes de démence (maladie d'Alzheimer notamment, contenaient (en poids) jusqu'à dix fois plus de plastique. Le polyéthylène était prédominant, et proportionnellement plus présent dans le cerveau que dans le foie ou les reins[122]. Une étude identifie une augmentation de 50 % des concentrations de microplastiques dans le cerveau entre 2016 et 2024[123]. « Compte tenu du rôle potentiel des nanoplastiques anioniques dans l'agrégation des protéines »[124] et du fardeau croissant des maladies neurodégénératives et neurologiques dans le monde[120], il y a urgence à mieux appréhender des répercussions des nanoplastiques sur la santé ;

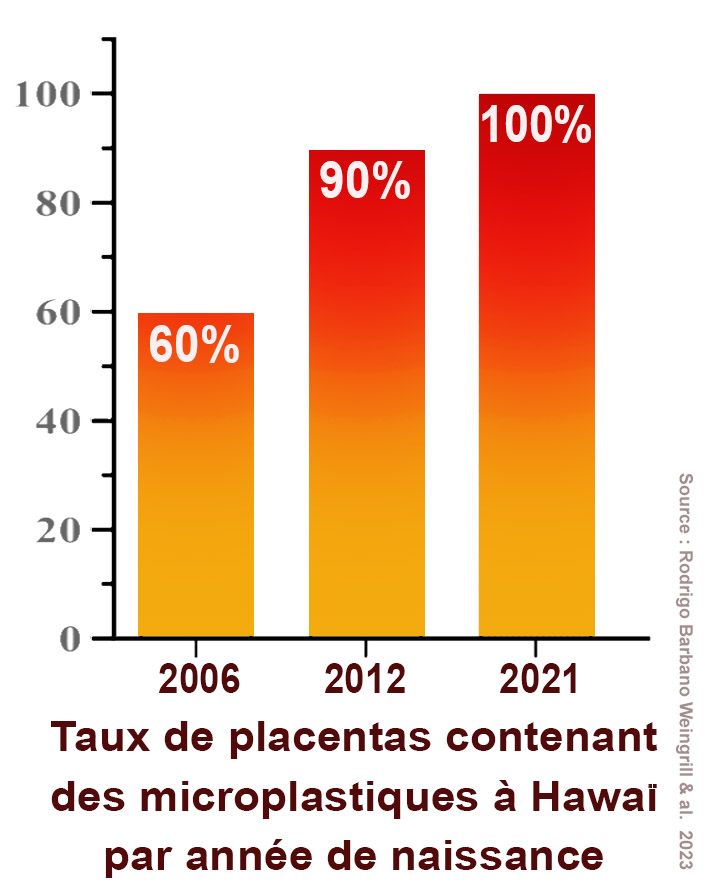
60 % des placentas conservés à partir d'accouchements ayant eu lieu en 2006 contenaient du plastique, passant à 100 % en 2021. L'étude a aussi montré que la taille des fragments de plastique, et leur nature chimique ont dans le même temps évolué.

- la barrière placentaire est également traversée (et occupée) par ces particules. En 2020, de premiers indices de preuves sont publiées, à partir de six placentas ; les chercheurs y ont découvert des fragments de plastique de 5 à « 10 μm », intégrés tant du côté de la mère que du fœtus. Il y en avait aussi dans le chorion (membrane, épaisse et fibreuse, située entre l’amnios et la paroi de l'utérus) et l'amnios (membrane interne qui entoure directement le fœtus et contient le liquide amniotique), deux membranes considérées comme cruciales pour la protection de l'environnement stable et sain nécessaire au bon développement fœtal[126]. 
En 2023, Dibbon montre que les micro-(MP) et nanoplastiques (NP) de polystyrène causent un dysfonctionnement placentaire chez la souris[127]. 
En 2024, Garcia et son équipe retrouvent des MP et NP de divers types, dans chacun des 62 placentas humains étudiés. « (…) dans le placenta de toutes les participantes, avec des concentrations allant de 6,5 à 685 μg de NP et MP par gramme de tissu placentaire, soit une moyenne de 126,8 ± 147,5 μg/g. Le polyéthylène était le polymère le plus répandu, représentant 54 % de l'ensemble des NMP et présent de manière constante dans presque tous les échantillons (moyenne de 68,8 ± 93,2 μg/g placenta). Le polychlorure de vinyle et le nylon représentaient chacun environ 10 % des NMP en poids, les 26 % restants de la composition étant représentés par 9 autres polymères »[128]. Certains tissus humains sont conservés pour d'éventuelles utilisations scientifiques, dont des placentas[125]. Ils permettent une surveillance rétrospective de la pollution plastique et de la contamination interne du corps humain (60 % des placentas conservés en 2006 contenaient du plastique, et 100 % en 2021). Ainsi, a-t-on pu, en 2023, démontrer que le taux de PM dans les placentas, et le nombre de placentas contaminés ont significativement augmenté à Hawaï de 2006 à 2021, et que la taille et la nature chimique des polymères y a évolué[125]. Cette étude prouve aussi que les habitants des îles du Pacifique sont aussi vulnérables à la pollution plastique[125], notamment en raison d'une consommation importante de poissons et/ou fruits de mer[129] ;
- la barrière hématotesticulaire est, elle aussi, franchie par des microplastiques[130], retrouvés jusque dans le sperme, l'épididyme et les testicules humains[131],[132] ; un phénomène associé à des problèmes de santé sexuelle : taux accru de malformations congénitales, dont anomalies de distance anogénitale, micropénis ou non-descente testiculaire[133] (un problème par ailleurs associé au syndrome de dysgénésie testiculaire, et à un risque accru de cancer du testicule)[134],[135],[136]. Ces problèmes ont d'abord été attribués à l'exposition de femmes en âge de procréer, ou du fœtus in utero, aux phtalates et aux métabolites du DEHP qui sont des perturbateurs endocriniens du développement de l'appareil reproducteur masculin). 
En 2023, des toxicologues (Chelin Jamie Hu et ses collaborateurs) ont trouvé des microplastiques dans chacun des 23 testicules humains et 47 testicules canins qu'ils ont étudiés, avec des taux très variables et une corrélation apparente entre ce taux et une perte de poids des testicules et de l'épididyme[137] (« le total des microplastiques étaient en moyenne de 122,63 μg/g chez les chiens et de 328,44 μg/g chez les humains. Les humains et les chiens présentaient des taux relativement similaires des principaux types de polymères, le PE étant dominant. De plus, une corrélation négative entre des polymères spécifiques tels que le PVC et le PET et le poids normalisé du testicule a été observée) »[137]. Sur le modèle animal murin, ils se montrent reprotoxiques[138]. 
Chez la souris adulte expérimentalement exposée durant 12 semaines à des nanoplastiques (NP) et microplastiques (MP), la reproroxicité de ces particules s'avère augmenter avec leur taille (mes MP provoquent plus de délétion de la spermatogenèse et de spermatozoïdes mal formés, plus de stress oxydatif et d'inflammation des testicules. La microscopie électronique montre des effets différents sur les spermatogonies, les spermatocytes et les cellules de Sertoli. Les MP diminuent le nombre de cellules de Sertoli ainsi que la surface des cellules de Leydig, mais n'affectent pas la différenciation des cellules de Leydig. Une analyse de séquençage transcriptomique confirme des effets cellulaires différentiels des NP et des MP : les NP « affectent la régulation de la biosynthèse des stéroïdes, tandis que les MP influençaient principalement le métabolisme des acides aminés » ;
- un large éventail de troubles peuvent être induits par le bisphénol A (BPA, ingrédient longtemps omniprésent dans les plastique), dont — à faible dose — maladies cardiovasculaires, diabète de type 2 et anomalies des enzymes hépatiques, notamment. Le BPA est interdit dans les plastiques alimentaires, mais encore utilisé dans le polycarbonate, le polysulfone et les résines vinylesters et… le polyester de milliards de fibres synthétiques continuellement dispersées dans l'environnement à partir de l'usure et du lavage des vêtements et tissus en polyester ;
- certains fragments de plastique sont des sources durables (« éternelles ? ») de problèmes hormonaux, notamment thyroïdien et hypophysaires : le tétrabromobisphénol A (TBBPA, l'un des ingrédient dangereux de nombreux plastiques), est utilisé comme retardateur de flamme, notamment dans les microcircuits. Il perturbe l'équilibre des hormones thyroïdiennes, de la fonction hypophysaire et est source d'une dégradation de la qualité de vie et d'infertilité[139].

En avril 2024, dans Environmental Science & Technology, une étude évalue l'absorption de microplastiques et nanoplastiques dans 109 pays, et fait des recommandations pour le suivi et l'atténuation de leur impact. L'exposition aux microplastiques augmente et concerne une très grande part de la population, avec notamment des implications pour la fertilité humaine, la grossesse et la santé pédiatrique et des générations futures.
Les études toxicologiques basées sur le modèle animal ou des cultures cellulaires in vitro ont leurs limites (différences inter-espèces notamment). Des organoïdes dérivée de cellules souches pluripotentes humaines ou adultes pourraient donc être utilisées avec par exemple des organoïdes cérébraux, rétiniens, intestinaux, hépatiques et pulmonaires, pour mieux comprendre les mécanismes en cause et « refléter les phénotypes liés aux maladies causées par les MP telles que la fibrose hépatique, la neurodégénérescence, l'altération de la barrière intestinale et l'hypertrophie cardiaque ». Leur durée de vie pourrait être allongée pour des études de toxicité chronique des microplastiques et pour simuler des interactions multi-organes (par exemple dans l'axe microbiome intestinal - cerveau).

## Enjeux écologiques
En 2017, une étude a montré que ce n'est pas accidentellement, mais volontairement que de nombreux poissons ingèrent des microdébris de plastiques perdus en mer.
Les poissons n'ont pas ce comportement face à des plastiques encore « propres ». Ce comportement peut aller jusqu'à entraîner leur mort, mais plus souvent se limite à des intoxications ou à une bioaccumulation de polluants divers issus du plastique ou adsorbé à sa surface. Il est source de risque pour les consommateurs de poissons.
Explication : les microdébris flottant dans l'océan ou entre deux eaux se couvrent rapidement d'un périphyton (biofilm d'algues et bactéries et de microorganismes fixés, et parfois d'œufs de divers organismes. Ces microplastiques ont alors pour les poissons planctonivores le goût ou l'« odeur » de leur nourriture. Il en va de même pour des déchets plus gros (trouvés en abondance dans l'estomac d'albatros morts). Ce phénomène a été constaté pour au moins cinquante espèces de poissons un peu partout dans le monde. Science Advances a publié en 2017 une étude évaluant à 8,3 milliards de tonnes la quantité de plastique produite de 1950 et 2015, qui aurait engendré 6,3 milliards de tonnes de déchets (dont 9 % sont recyclés seulement). Plus de 8 millions de tonnes de déchets plastiques finissent annuellement en mer.
Effets de l'ingestion de microplastiques par des organismes marins
Du point de vue vétérinaire et écosystémique et chez les animaux supérieurs (marins ou semi-aquatiques, ou prédateurs d'animaux ayant consommé du plastique) les effets connus et possibles sont notamment :
- une diminution de la photosynthèses des plantes et du phytoplancton[146],[104] ;

- le blocage physique de la fonction digestive ou de certains organes de l'appareil digestif (c'est une cause fréquente de mortalité chez les grands oiseaux marins) ; certains animaux cessent de manger et meurent en raison d'une « fausse satiété » sensation trompeuse causée par le fait que l'estomac est rempli d'objets en plastique que les sucs digestifs ne peuvent détruire ; chez la moule, les petites particules passent du système branchial ou digestif au système circulatoire[147] ;
- une modification de la densité et de la qualité des excréments du zooplancton (qui ingèrent facilement des microplastiques dès que les grains mesurent moins de 1 mm). Or les granulés fécaux du zooplancton sont un aliment pour d'autres organismes marins. Ils jouent un rôle dans le cyclage des éléments via les flux verticaux de la matière organiques particulaires (pompe biologique). Les granulés fécaux émis par le zooplancton véhiculent des microplastiques, dont vers le biote détritivore et coprophage, ce qui a été démontré chez le copépode Calanus helgolandicus. Un phénomène de bioturbation et de bioconcentration apparait alors. Le taux de chute des excréments planctoniques vers le fond peut diminuer, alors que la fragmentation des microplastiques augmente[148] ;
- intoxication chronique, à la suite de la désorption d'additifs chimiques du plastique, ou de substances toxiques préalablement adsorbées à la surface du plastique durant son trajet dans l'environnement ; certains grands animaux marins (ex : requin pèlerin, rorqual commun à longue durée de vie) peuvent en ingérer de grandes quantités au cours de leur vie ; leur teneur en phtalates est l'un des traceurs permettant d'évaluer le niveau d'exposition de ces espèces sentinelles (par ex. pour les descripteurs 8 et 10 de la DCSMM de l’UE)[149] ;
- perturbation de l'écosystème par les « radeaux » de plastiques non biodégradables, capables de traverser des océans en quelques mois ou d'y subsister durant des années ou décennies. Il a été démontré qu'ils peuvent servir de support pour la dispersion d'espèces exotiques, éventuellement susceptibles de devenir invasives dans leur lieu d'arrivée[150]. Or les phénomènes d'invasion biologique sont maintenant reconnus comme étant l'une des cinq grandes causes d'effondrement de la biodiversité, mettant notamment en danger la biodiversité marine dans le monde. Environ la moitié de la matière plastique introduite dans le milieu marin est susceptible d'être durant un certain temps en mouvement, puis des objets de taille moyenne peuvent être alourdis par l'encrassement biologique et notamment par la croissance de coquillages fixés. Ils peuvent alors couler et rejoindre le fond (avec les goudrons et autres polluants qu'ils auront éventuellement adsorbés).

En mai 2017, deux chercheurs suédois de l'Université d'Uppsala ont publié un article de recherche dans la revue Science où il prétendaient avoir établi des modifications comportementales et une diminution des aptitudes physiques de certains poissons aux étapes précoces de leur vie dans la présence des microplastiques ; l'article a été par la suite rétracté, et les auteurs accusés de fraude scientifique,.

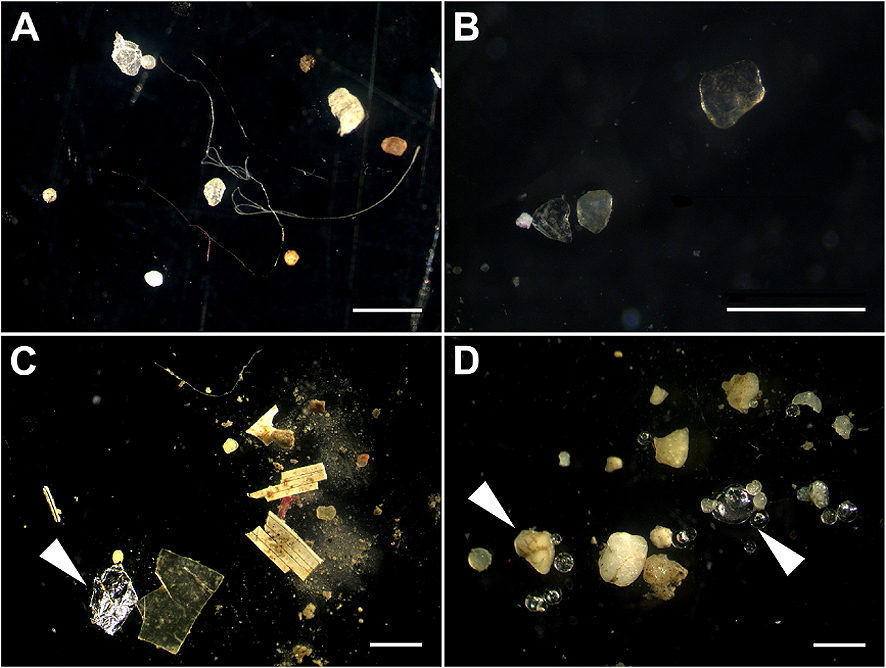
Exemples de microplastiques trouvés dans les sédiments des fleuves Elbe (A), Moselle (B), Neckar (C) et Rhin (D), aux formes de filaments, fragments et sphères, avec aussi du papier d'aluminium (C) des microsphères de verre et du sable (D) marqués par les flèches blanches.
Trait blanc = 1 mm.

Notamment dans le zones où les microplastiques sont soumis à l'abrasion, ils finissent par produire des particules encore plus fines (nanoplastiques) l'air, l'eau et les sols sont contaminés par ces artéfacts dont les effets ne semblent pas encore avoir été scientifiquement explorés quand ils sont présents dans nos aliments ou dans l'air notamment ou l'air que nous inhalons.
Des particules et fibres (notamment issues du lavage et de l'usure des vêtements), souvent invisibles à l'œil nu sont notamment issues de l'usure des peintures marines, des marquages routiers et de millions de pneus en caoutchouc synthétique s'usant au contact des routes, classées parmi les micro- et nanoplastiques. Elles parcourent le monde comme dans un cycle biogéochimique, dans ce que certains appellent le planisphère. Le compartiment atmosphérique de cette plastisphère commence à être modélisé, montrant que les routes en sont la source dominante dans l'ouest des États-Unis, devant les émissions marines, agricoles et les poussières générées sous le vent des aires peuplées. La production de plastique continue dans les années 2020 à augmenter (∼ + 4 %/an) et les véhicules électriques (car plus lourds) pourraient aggraver cette pollution.
En 2019, S. Allen et al. dans Nature Geoscience, puis en 2020 J. Brahney et al. dans la revue Science ont montré un transport via l'air, à partir des zones de production de microplastiques vers des endroits très éloignés sur la planète. On se demande où passe une partie manquante des inventaires du plastique océanique ; des observations in situ combinées aux modélisations atmosphériques faites pour l'ouest des États-Unis suggèrent que les microplastiques atmosphériques y sont principalement dérivés de sources de réémission secondaires que sont les routes (84 %), l'océan (11 %) et la poussière du sol agricole (5 %). La plupart des continents semblent être des « importateurs nets de plastiques du milieu marin, soulignant le rôle cumulatif de la pollution héritée dans la charge atmosphérique du plastique ». Comme dans les cycles biogéochimiques mondiaux, « les plastiques tournent désormais en spirale autour du globe avec des temps de résidence atmosphérique, océanique, cryosphérique et terrestre distincts ». Malgré une amélioration de la (bio)dégradabilité de nombreux polymères plastiques, ceux qui sont non biodégradables vont longtemps continuer de circuler dans les systèmes terrestres. En 2021, des incertitudes subsistent encore pour l'évaluation de la durée du transport, des dépôts et de l'attribution des sources de microplastiques, ou encore du degré de l'exposition des humains. Des études cherchent à comprendre le cycle du plastique dans les sol (et les réenvols possibles avec la poussière), montrant des interactions négatives avec le cycle du carbone, via des perturbations les flux de gaz à effet de serre (dioxyde de carbone et protoxyde d'azote au moins) et peut être de méthane. Les flux globaux de CO2 augmentant en présence de microplastiques, alors que ceux de protoxyde d'azote diminuent (tendance aggravée par l'ajout d'urée).
Les écosystèmes en sont partout victimes : des morceaux de plastiques sont retrouvés dans les systèmes digestifs de presque tous les grands animaux marins et des coquillages filtreurs, mais qu'en est il pour les organismes planctoniques filtreurs qui vivent en pleine eau ? Pour voir si les plastiques pourraient se retrouver sur le menu de tels invertébrés et à quelle vitesse, des scientifiques ont dans le golfe du Mexique avec un robot sous-marin expérimentalement alimenté un larvacé (organisme filtreur planctonique gélatineux, transparent et géant) : Bathochordaeus stygius avec des microplastiques de 10 à 600 µm de diamètre de couleurs vives. Un robot sous-marin doté d'une caméra a ensuite été utilisé pour observer le devenir de ces microplastiques dans les grandes bulles de mucus que se construisent ces animaux, puis dans la colonne d'eau ; certains animaux ont effectivement intégré des microplastiques dans leur bol alimentaire et les ont stockés dans leur « bulle de mucus » et/ou les ont rejeté dans le milieu avec leurs excréments. Ces plastiques ont ensuite été observés dans leurs enveloppes gélatineuses ou dans les boulettes fécales descendant rapidement vers le fond (confirmant qu'en mer les plastiques ne sont pas qu'un « problème de surface » et qu'on ne perçoit que la partie superficielle du problème). Or ce mucus ou ces excréments sont à leur tour des sources potentielles de nourriture pour d'autres organismes. Les auteurs de cette étude ne peuvent pas évaluer les tonnages concernés dans le monde, mais ils concluent que les excréments et les mucus des larvacés contribuent d'une part à une recirculation d'une partie des microplastiques dans la chaîne alimentaire, et d'autre part via la « neige » de déchets et cadavres qui « chutent » en permanence vers les fonds marins. Ils estiment qu'un transfert de pollution peut avoir un impact sur les écosystèmes. On sait aussi que les plastiques et microplastiques sont des surfaces d'adhésion d'autres micropolluants, chimiques cette fois, et en se réduisant en taille, ils peuvent eux-mêmes relarguer des métaux toxiques (utilisés comme colorants ou stabilisateurs anti-UV) ou des perturbateurs endocriniens (plastifiants).

## Prise de conscience

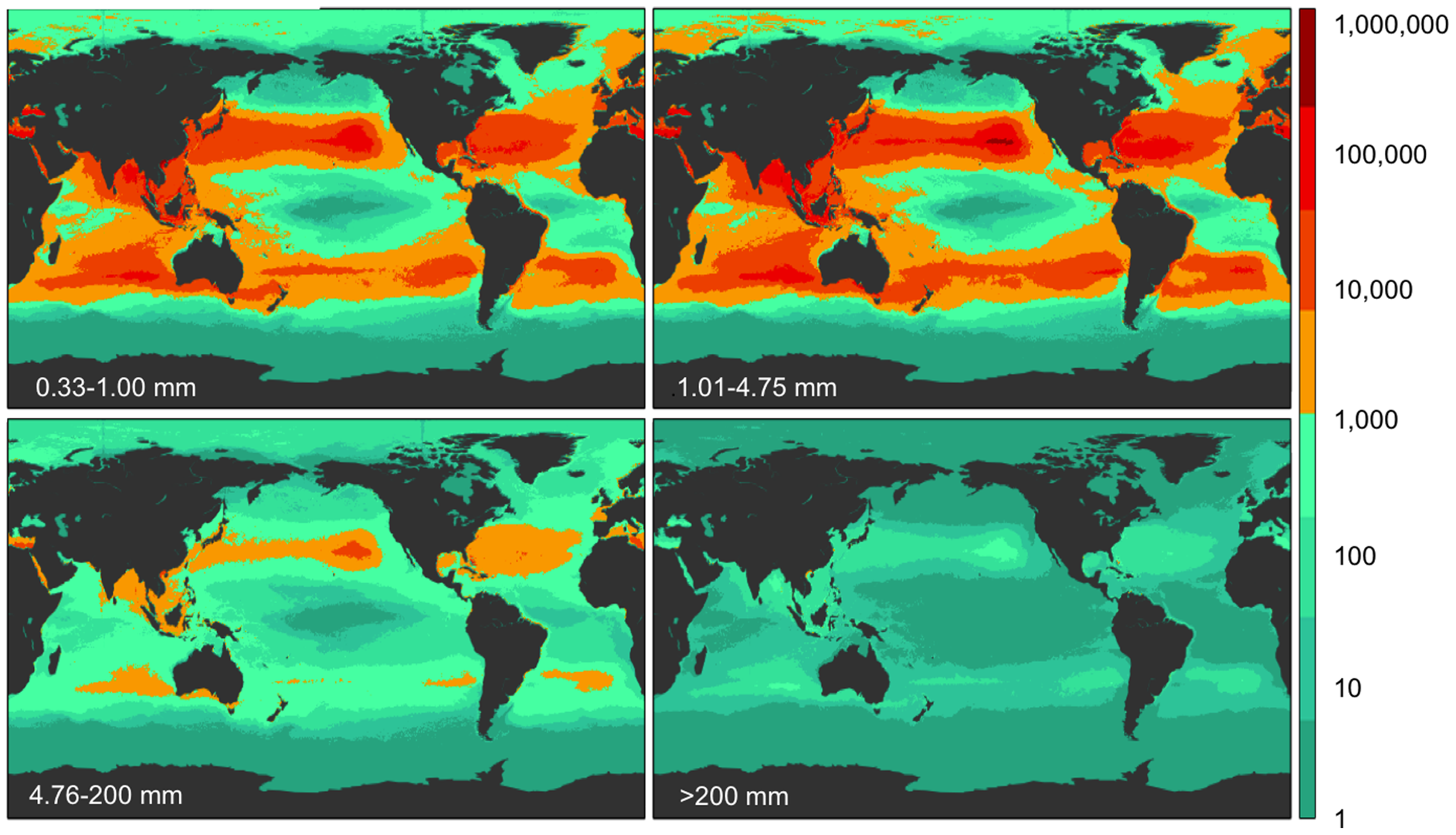
Prédiction modélisée (publiée en 2014) de densité de comptage global de microplastiques pour 4 classes de taille(0,33–1,00 mm, 1,01–4,75 mm, 4,76–200 mm et> 200 mm).

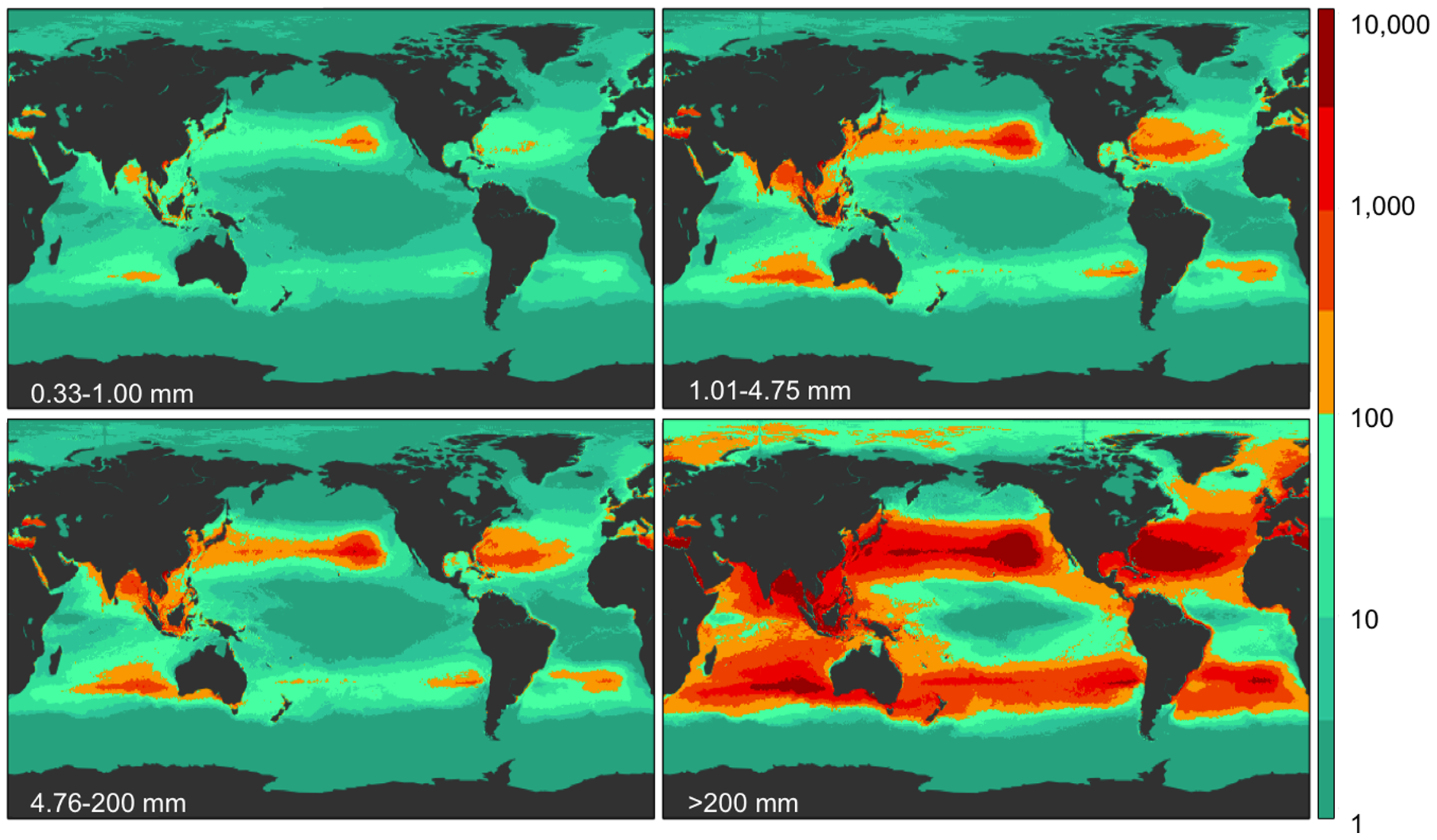
Masse modélisée de microplastiques océanique (publiée en 2014) pour 4 classes de taille (0,33–1,00 mm, 1,01–4,75 mm, 4,76–200 mm et> 200 mm).

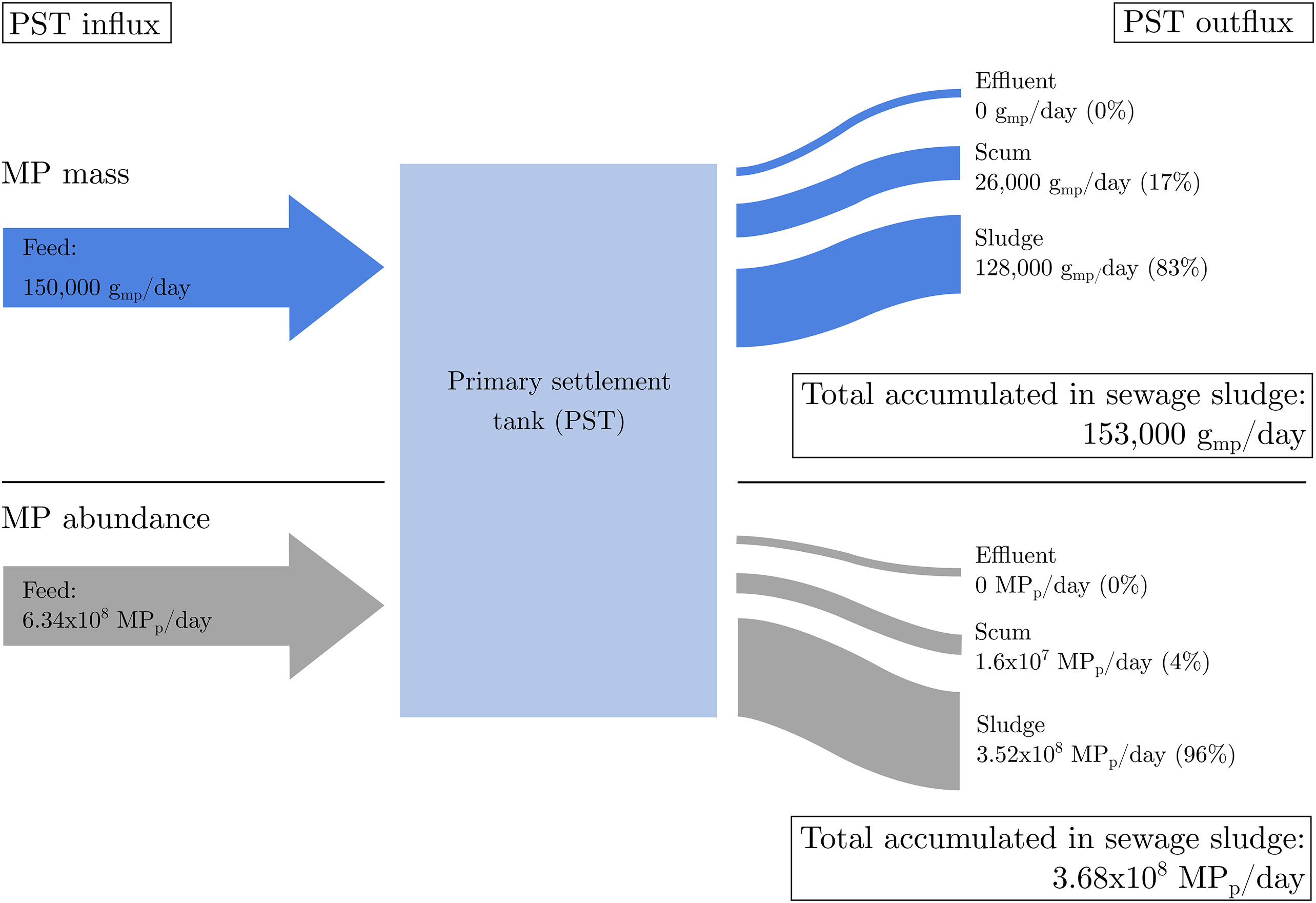
Schéma présentant (en) :
- à gauche : taux et masse de microparticules de plastiques (MP) transitant et sortant de la station d'épuration (PST) de Nash au Royaume-Uni, qui traite les eaux usées de 300000 Équivalent-habitant ;
- à droite : taux et masse de microplastiques sortant de la station d'épuration ; 1) dans l'effluent épuré, 2) dans l'écume (produite en faible quantité) et dans les boues d'épuration (massivement épandues sur des sols agricoles)
(Les pourcentages sont donnés en pour cent de boue sèche).

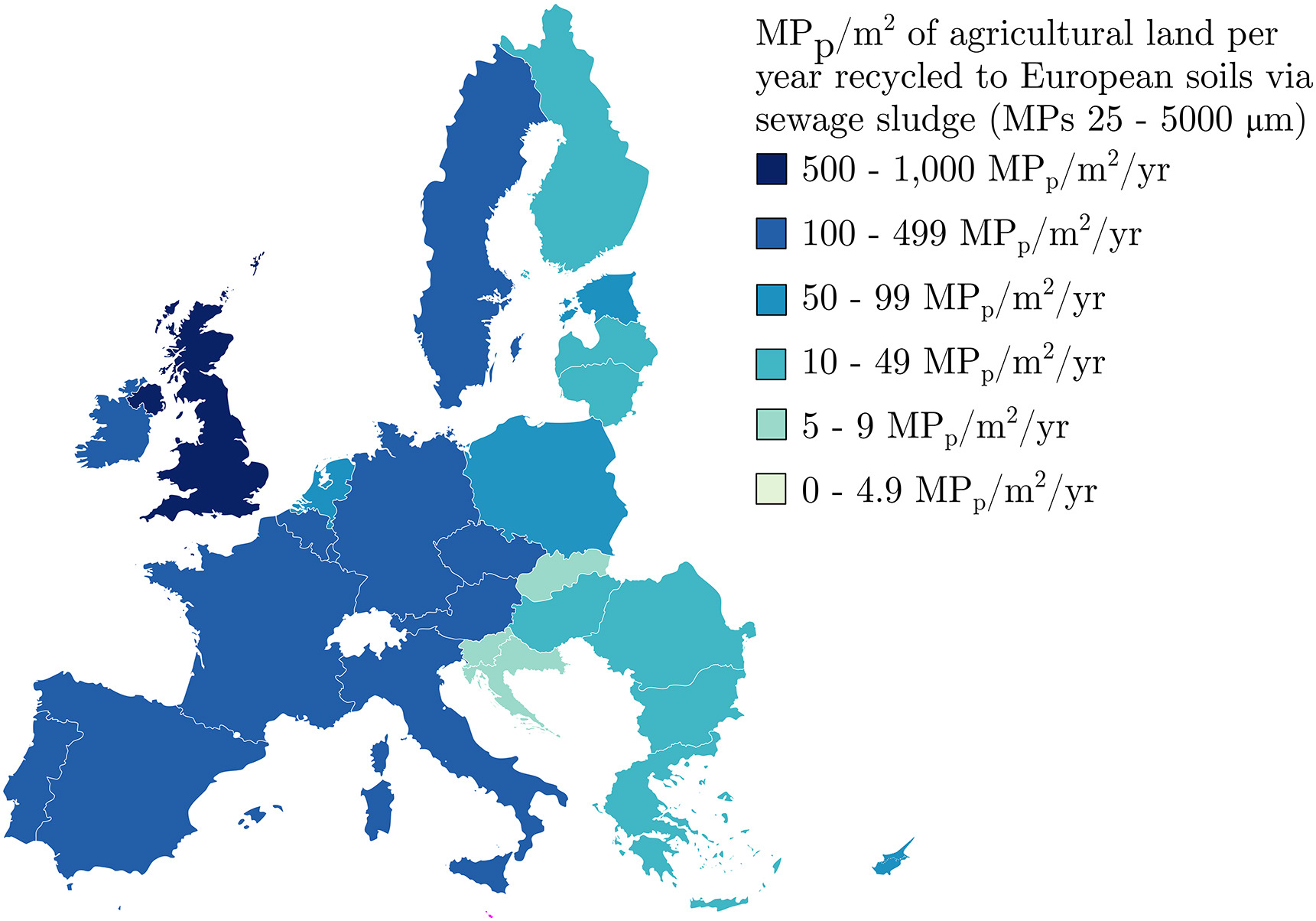
Première carte (2022) modélisant la pression relative des apports de microplastiques (MP) par épandage de boues d'épuration sur des sols agricoles européens, par nation (exprimé en particules de microplastiques (MPp)/m2/an.

En 1980, des chercheurs de l'université d'Alaska s'inquiètent du fait que l'estomac d'un nombre croissant d'oiseaux morts en Alaska contient du plastique. Une première étude rétrospective conclut que 58 % des cadavres ramassés entre 1969 et 1977 avaient mangé des objets en plastique ou des fragments de plastique.
Les décennies suivantes (surtout depuis les années 1990), divers navigateurs, scientifiques, associatifs, cinéastes et médias ont d'abord ponctuellement attiré l'attention sur des phénomènes d'accumulation de macroplastiques, puis de microplastiques sur les berges, plages et fond de divers milieux sur la planète, même loin des zones habitées et industrielles. Dans les années 2000, plusieurs articles scientifiques et de presse alertent quant aux enjeux émergents et à la dimension planétaire du problème.
Du 9 au 11 septembre 2008, à l'université de Washington, se tient un atelier international de recherche sur les effets et devenir des débris marins de microplastiques. Les scientifiques y conviennent unanimement que l'accumulation constatée de microplastiques dans les eaux marines est préoccupante, notamment en raison :
- d'une présence croissante et de mieux en mieux documentée de microplastiques dans le milieu marin ;
- de longs temps de séjour de ces particules (et donc d'une probable accumulation de particules de plus en plus petites, éventuellement capables d'adsorber des quantités significatives d'autres polluants ou d'en désorber) ;
- de leur ingestion démontrée par de nombreux organismes marins.

Jusqu'alors, la recherche avait surtout porté sur les macrodéchets flottants ou échoués de plastique, et il était déjà largement reconnu que de nombreux animaux mourraient par suffocation piégés dans des enchevêtrement de filets et débris flottants ou entre deux-eaux, ainsi qu'à la suite de l'ingestion de sacs plastiques ou d'objets en plastique qui ont souvent conduit à la mort et à des échouages. Ces faits ont notamment été démontrés par des autopsies ou par l'examen de cadavres.
Puis des microplastiques plus discrets (< 5 mm ou < 1 mm) mais nombreux ont été trouvés dans les tractus digestifs d'un nombre croissant d'animaux se nourrissant en filtrant l'eau tels que des vers arénicoles (Arenicola marina), les moules, huîtres et certains escargots aquatiques, des crustacés (crabes, crevettes, langoustines, etc.) mais aussi des poissons, des oiseaux, et des mammifères marins, montrant que tout le réseau trophique est concerné, ainsi donc qu'une partie de la chaîne alimentaire humaine, ce qui a soulevé de sérieuses inquiétudes chez les scientifiques, pêcheurs, associations environnementales et de nombreux citoyens.
La connaissance, la classification, le suivi et l'évaluation scientifiques des microplastiques sont des enjeux en soi. En effet, ils possèdent des formes, natures et tailles très différentes, évoluent dans le temps (différemment selon qu'ils sont biodégradables ou non) et leur comportement varie fortement selon les contextes. En 2019, des chercheurs ont recommandé de s'inspirer des progrès réalisés dans l'étude des conséquences du noir de carbone sur l'environnement afin d'étudier plus efficacement les microplastiques et leurs incidences. Cette approche permettrait de gagner en rapidité dans leur observation par rapport à celles réalisées dans le passé d'autres polluants omniprésents comme le noir de carbone justement, qui présente selon eux beaucoup de similitudes avec les microplastiques.